# Inmigración en Venezuela

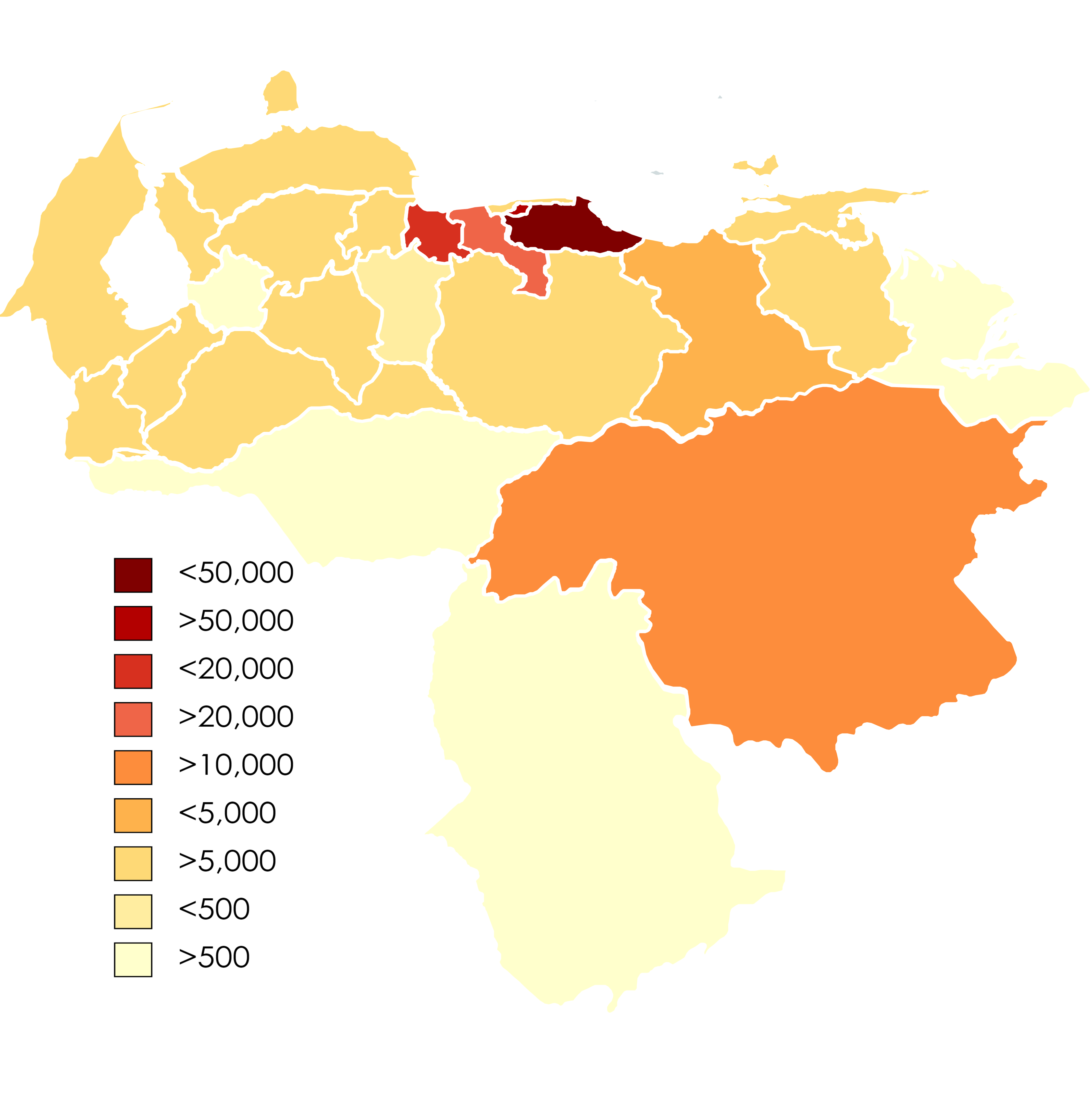
Mapa donde se da a conocer la cantidad de españoles nacionalizados como venezolanos.

La inmigración en Venezuela ha sido de suma relevancia desde la independencia del país en 1810. Los primeros inmigrantes fueron españoles que se asentaron en la costa del actual territorio de Venezuela a principios del siglo XVI. A raíz del auge petrolero a mediados del siglo XX, el país recibió un llamativo influjo inmigrante proveniente en su mayoría de América, Europa, Medio Oriente, y el Este Asiático, influenciando así la cultura, el idioma, las tradiciones y la gastronomía.

## Sinopsis
Al inicio de la época colonial, la población predominante era de origen indígena, española y africana. Con el tiempo aumentaron los mestizos de las tres razas, los cuales se convirtieron en la población mayoritaria en el siglo XVII. La población indígena disminuyó en el siglo XVI, el siglo de la conquista por parte de España, no solamente a consecuencia de la propia conquista sino por la introducción de enfermedades.
Durante la era colonial hubo una inmigración forzada de negros desde el continente africano, que creó una numerosa comunidad de mulatos y negros en los tiempos de las guerras de independencia: Jean Lavaysse afirmó que en 1807 había 976.000 habitantes en Venezuela, de los cuales unos 58.000 eran negros y mulatos esclavos, mientras que unos cuantos miles eran "negros libres" (como el famoso Negro Primero).
Los inicios del siglo XX no fueron propicios para la inmigración de extranjeros hacia Venezuela. En efecto, durante los 27 años que duró la dictadura del General Juan Vicente Gómez el flujo migratorio declinó sustancialmente debido a la desconfianza del régimen hacia la introducción de ideas progresistas o contrarias a los intereses de la dictadura reinante.

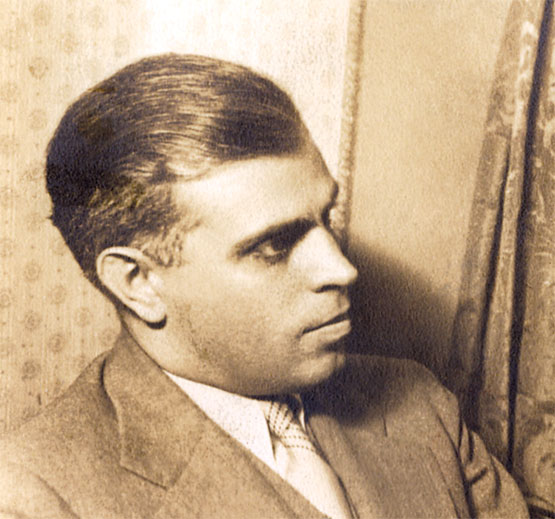
Alberto Adriani.

En este orden de cosas, no es sino bajo el gobierno del general Eleazar López Contreras cuando la inmigración adquiere nueva relevancia al formar parte del programa de gobierno del nuevo presidente. La necesidad de una inmigración selectiva es sostenida, predominantemente por dos figuras muy relevantes de la época: Alberto Adriani y Arturo Uslar Pietri. Adriani en diversos escritos sostenía que uno de los problemas de Venezuela era el de una población muy pequeña y poco preparada en artes y oficios. Por esa razón amparaba la conveniencia de la inmigración europea, tanto para aumentarla como para mejorarla. Por su parte, Adriani sostenía que la inmigración europea “blanquearía” a la venezolana. Uslar Pietri en su celebrado ensayo de 1937 "Venezuela necesita inmigración" sostenía la indolencia de las razas mezcladas y veía a la inmigración europea como una panacea, como una verdadera “escuela móvil” para la transmisión de conocimientos y costumbres que ayudarían significativamente a mejorar la población venezolana por el mero hecho de la convivencia.

Bajo estas prédicas e influencias, Eleazar López Contreras promulga una nueva Ley de Inmigración y Colonización que recoge el sentir de la intelectualidad del momento. Esta ley prohíbe, entre otras disposiciones, el ingreso de personas que no sean de raza blanca. Sin embargo, como bien lo comenta Susan Berlung en el Diccionario de Historia de Venezuela de 1971, Tomo 2, pág. 795:
“El país recibió muy poca inmigración antes de la Segunda Guerra Mundial porque las únicas personas urgidas de salir fueron los judíos y los españoles (republicanos o separatistas). De estos, los primeros no fueron recibidos en números apreciables por ningún país latinoamericano y los últimos vieron su entrada obstaculizada en Venezuela porque López Contreras pensaba que muchos de ellos eran comunistas. Unas 28.000 personas llegaron entre 1936 y 1940 pero, con la Segunda Guerra Mundial la inmigración se paralizó”.
Al finalizar la Segunda Guerra Mundial con su secuela generalizada de destrucción física de las instalaciones industriales, crisis económica y pérdida de fuentes de trabajo, Venezuela recibió una gran cantidad de inmigrantes (principalmente de Europa Occidental) entre 1948 y 1961 -cuando aún era un país de apenas 5 a 7 millones de habitantes en 1950- por lo que el proceso de mestizaje ha sido muy intenso. En efecto, en el censo de 1961 había una población de 7 millones de habitantes, con más de 920.000 inmigrantes europeos y de otras procedencias concentrados en la región central, entre las áreas metropolitanas de Caracas y de Valencia.

## Historia

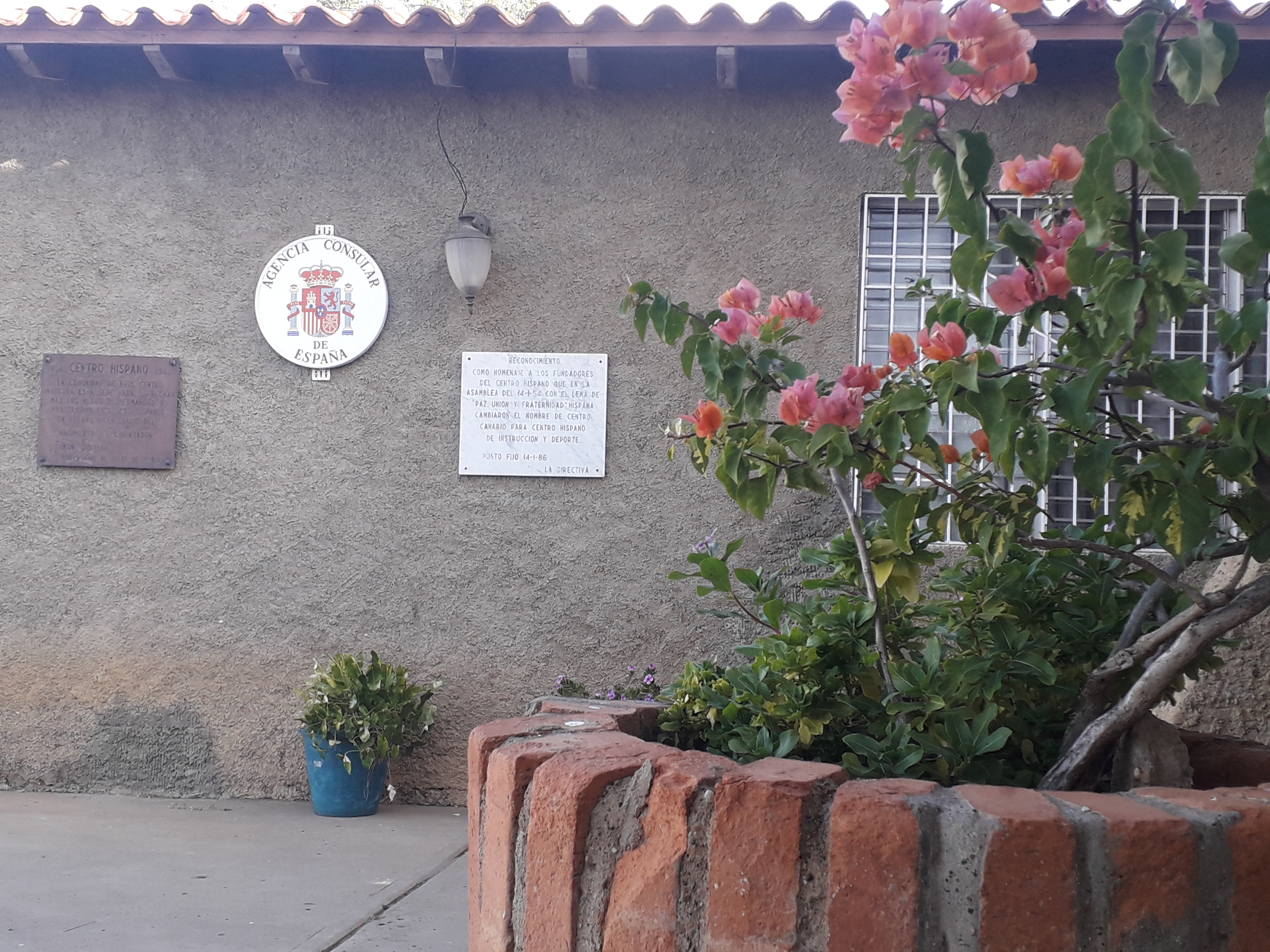
Consulado de España en la ciudad de Punto Fijo, Falcón.

El general José Antonio Páez dispuso en 1829 la creación de la Sociedad Económica de Amigos del País, que determinó que la escasez de mano de obra era el principal problema del país. En 1831, el general Páez, Presidente de la República, emitió el primer decreto de estímulo a la inmigración canaria,  que en época de la colonia ya era abundante. En 1837, fue promulgada por el presidente Carlos Soublette una Ley General de Inmigración, reformada varias veces entre esta fecha y 1855, extendiendo a otras nacionalidades europeas el beneficio de la inmigración con determinadas facilidades, incluyendo a los nacionales de países asiáticos. Entre 1832 y 1857, ingresaron a Venezuela 20.000 inmigrantes principalmente canarios y alemanes los cuales se asentaron en el occidente y el centro del país.
A Agustín Codazzi, militar y geógrafo italiano, le fue encomendada la misión de dinamizar la inmigración europea, en la que destaca la italiana y después la alemana asentada en la Colonia Tovar desde 1840. Durante el gobierno de Antonio Guzmán Blanco hubo una importante migración europea proveniente desde España (vascos y canarios), Italia (corsos, sicilianos y calabreses), Alemania, daneses, franceses e ingleses (los últimos llegaron principalmente por negocios);  alrededor de 30.000 llegaron entre 1868 y 1897.
Alberto Adriani, en los años 20 del siglo pasado, abogó también por estimular la inmigración, principalmente la europea, inclusive para responder al reto que a nuestros productos de exportación agrícola planteaba el auge arrollador de la economía de los Estados Unidos de América.
A diferencia de países del Cono Sur y Norteamérica, donde se buscaba "europeizar" esas naciones, el gobierno venezolano se encargó de "venezolanizar" al inmigrante estimulando las colonias mixtas, con el fin de que los inmigrados no permanecieran aislados, encerrados en sus propias costumbres, sino que, por el contrario se auspicia la integración cultural y étnica de que se mezclaran los inmigrantes europeos con los venezolanos.

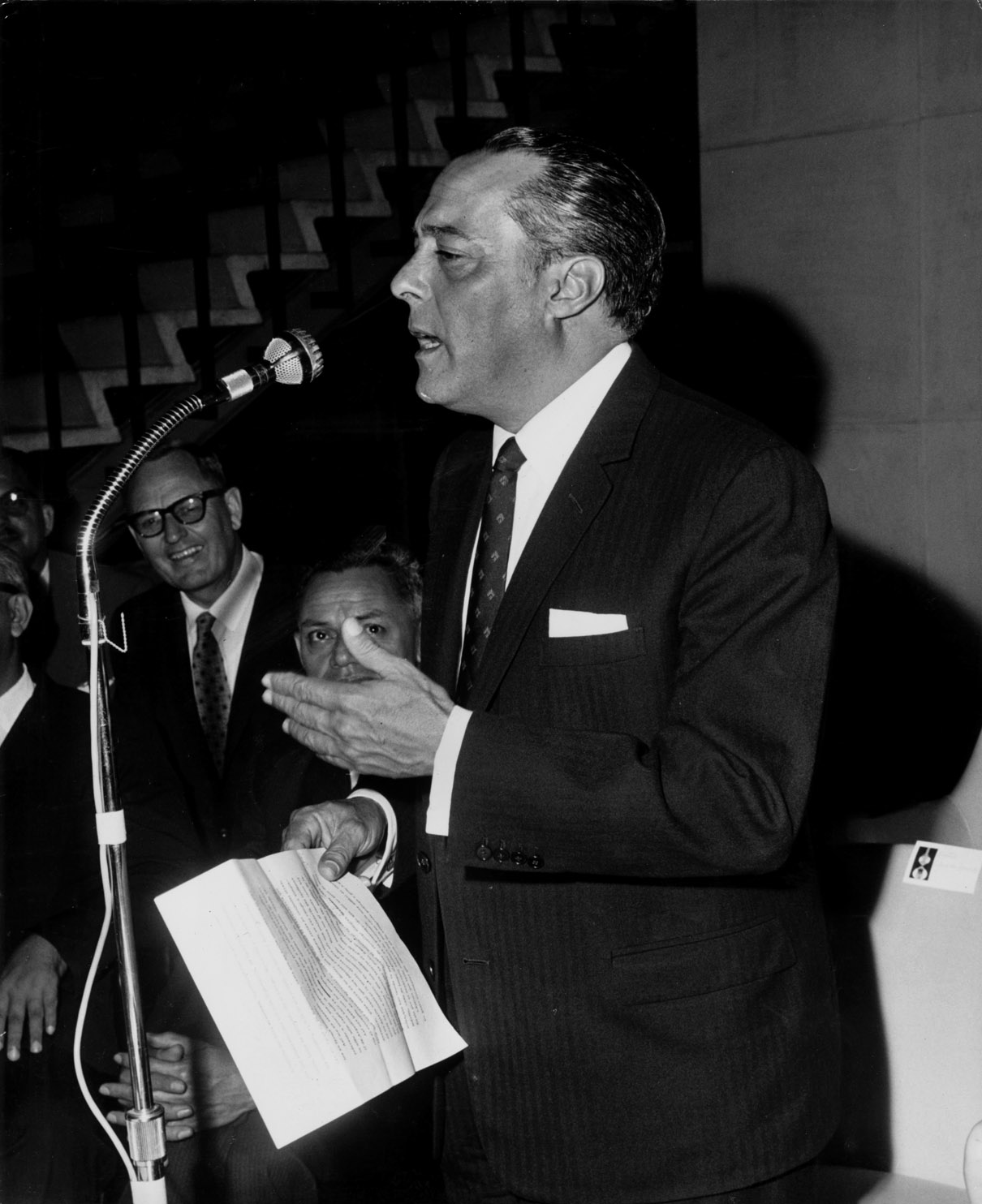
Eduardo Mendoza Goiticoa.

Con el descubrimiento del petróleo en 1914, Venezuela se convirtió en un país con un gran potencial para atraer inmigrantes. En 1938 el presidente de la república, General Eleazar López Contreras, crea el Instituto Técnico de Inmigración y Colonización (ITIC) mediante el cual el gobierno planea regular la entrada de inmigrantes, distribuir latifundios a agricultores venezolanos y extranjeros, repoblar los campos, elevar la calidad de vida y mejorar en lo étnico a la población. Sin contar que este fue el periodo de gran solidaridad con el recibimiento de los buques Caribia y Koenigstein, los cuales salieron de Hamburgo, llenos de personas judías, siendo rechazados en muchos puertos del Caribe.  En 1945 el presidente Rómulo Betancourt, nombró al Ministro de Agricultura y Cría Eduardo Mendoza Goiticoa al frente del Instituto Venezolano para la Inmigración (antes ITIC) y se apoyó en los estatutos de la Organización Internacional de Refugiados creada en 1946 (esta organización fue substituida por el Alto Comisionado de las Naciones Unidas para los Refugiados). A pesar de una fuerte oposición dentro del Gabinete, Mendoza logró que Venezuela ayudase a refugiados europeos y personas desplazadas, quienes no podían o no querían regresar a sus hogares y habían decidido emigrar a Venezuela después de la Segunda Guerra Mundial. Mendoza se hizo responsable por la protección legal y la reubicación de cientos de miles de refugiados quienes llegaban a Venezuela. El Comité Internacional de Refugiados ha considerado que Mendoza dirigió el mejor programa de refugiados del periodo de la posguerra. Se estima que la gran circulación de dinero producto de la exportación petrolera atrajo más de un millón de europeos[cita requerida] entre 1948 y 1958 y sucesivamente del resto de Latinoamérica.
Entre 1948 y 1961, ingresaron a Venezuela 920.000 inmigrantes, principalmente españoles, italianos y portugueses, cuando el país apenas contaba con entre 5 y 7 millones de habitantes: 350 mil españoles viven actualmente en Venezuela, más de la mitad de ellos canarios y gallegos. Luego entró un millón más. La comunidad lusitana asciende a 550 mil (hay 35 clubes portugueses en Venezuela), la musulmana a 500 mil (principalmente libanesa y siria), y la china a 500 mil. Se estima que más de 2 millones de venezolanos tienen un reciente antepasado italiano. Venezuela cuenta con la segunda comunidad española de América del Sur, por detrás de Argentina; la tercera comunidad italiana del subcontinente, solo superada por Brasil y Argentina; y la segunda comunidad portuguesa, superada solo por Brasil.
La comunidad luso-venezolana es muy importante en Venezuela, se estiman que entre 1.0 - 3.5 millones tienen un antepasado portugués, esto debido a la gran ola de emigrantes que llegaron a Venezuela durante el siglo XX. Se estima que sea la tercera comunidad europea más grande en Venezuela, solo superada por la Española e Italiana.
Entre los emigrantes recientes que llegaron a Venezuela en el siglo XX, la española ocupa el segundo lugar, en Venezuela se estima vivan entre 205.000 a 310.000 españoles, se estima que la población ascendiente reciente sea más de 3 millones. Canarios, gallegos y vascos son las principales comunidades españolas en el país.
En los 60 y 70, hubo una importante inmigración latinoamericana, primero de Colombia, cuyos nacionales huían de la pobreza y del conflicto armado, y también Cuba, y más tarde del Cono Sur (peruanos, chilenos, ecuatorianos principalmente), Venezuela es el tercer país de Latinoamérica con más peruanos solo superado por Argentina y Chile. Muchos venían aventados por la férreas dictaduras existentes en aquellas décadas de terror.

## Migración por lugares de procedencia
(*) Las comunidades se listan por orden alfabético, exención los europeos por su impacto en la sociedad y por partes de los europeos estas los españoles, alemanes, italianos y portugueses de primeras por ser los más numerosos.

### Europa

#### Españoles peninsulares y canarios
Durante la colonia y hasta las postrimerías de la Segunda Guerra Mundial, la gran parte de los inmigrantes europeos que llegaron a Venezuela fueron canarios y su impacto cultural fue significativo, influyendo tanto el desarrollo del castellano en el país así como la comida y las costumbres. De hecho es común decir que "Venezuela es la octava isla del archipiélago canario". Varios líderes y notables venezolanos cuentan con ascendencia canaria, tales como el precursor de la independencia el Generalísimo Francisco de Miranda, Andrés Bello, José Gregorio Hernández y los presidentes José Antonio Páez, José María Vargas, Carlos Soublette, los Monagas, Antonio Guzmán Blanco, Rómulo Betancourt y Rafael Caldera. Cabe destacar que el mismísimo Libertador Simón Bolívar tenía antepasados canarios por vía materna, al igual que Antonio José de Sucre.
La comunidad aragonesa también tiene un contingente significativo. En cuanto a la comunidad gallega contemporánea que en la actualidad es el segundo grueso de inmigrantes españoles sobreviviente, precedido solo por los canarios (según los datos actuales de pensionados del Ministerio del Trabajo e Inmigración de España), se encuentran sus padres y evidentemente sus hijos de los que no se tiene con claridad registro en el censo; se piensa que emigraron al país en la segunda mitad del siglo XIX y la primera mitad XX, como consecuencia de distintos factores en los que se encuentran la prohibición del ingreso de los españoles peninsulares después de la independencia, razones políticas de la guerra civil española y del régimen franquista. Este último dato no excluye a los españoles de otras regiones que también habitan en el país en la actualidad.
Según fuentes oficiales de España, al año 2010, residía en Venezuela un total de 207.311 ciudadanos españoles no obstante, la crisis humanitaria en Venezuela ha impulsado a parte de esta diáspora a regresar a España. En el mundo solo Argentina y Francia poseen comunidades españolas más numerosas lo que convierte a Venezuela en el tercer país con la comunidad española más grande del mundo.

#### Alemanes

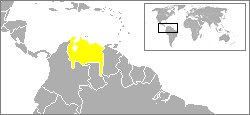
Territorio concedido a la familia alemana Welser entre 1528 y 1545, que corresponde a parte de la actual Venezuela.

La llegada de los alemanes y flamencos a territorio venezolano se remonta al siglo XVI con los primeros intentos de colonización por parte de familias alemanas. En 1528 el rey español Carlos I, le concedió derechos a las familias de banqueros Antón y Bartholomeus Welser, oriundos de Augsburgo, para colonizar la provincia de Venezuela. Así que, los  Welsares en Venezuela teniendo a Ambrosius Ehinger como gobernador de  Klein-Venedig o Welserland (como se le conocía dentro del Sacro Imperio Romano Germánico), establecieron un plan de colonización. El 7 de octubre de 1528, Ehinger dejó Sevilla con el español García de Lerma y 281 colonos dirigiéndose hacia la costa venezolana, donde llegaron el 24 de febrero de 1529, en la región de Santa Ana de Coro (en alemán: Neu-Augsburg) la capital. A partir de ahí, Ehinger exploró el interior de Venezuela en busca de El Dorado, una legendaria ciudad de oro, cuyo mito ha sido desarrollado por los españoles. El 8 de septiembre de 1529 Ehinger fundó la colonia de Nueva Núremberg (en alemán: Neu-Nürnberg), hoy conocida como Maracaibo.

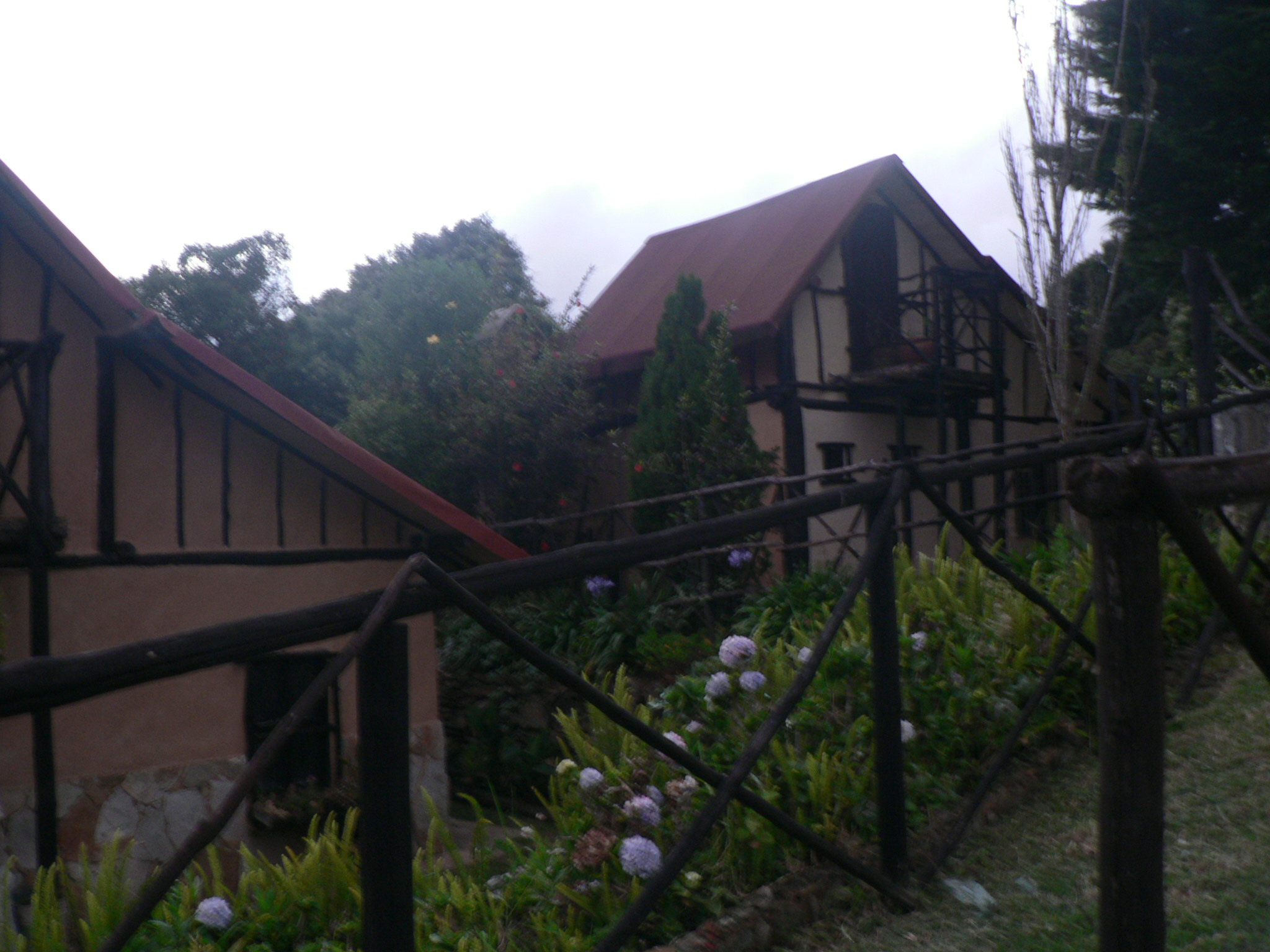
Tovar, municipio de Venezuela fundado por colonos alemanes en 1843.

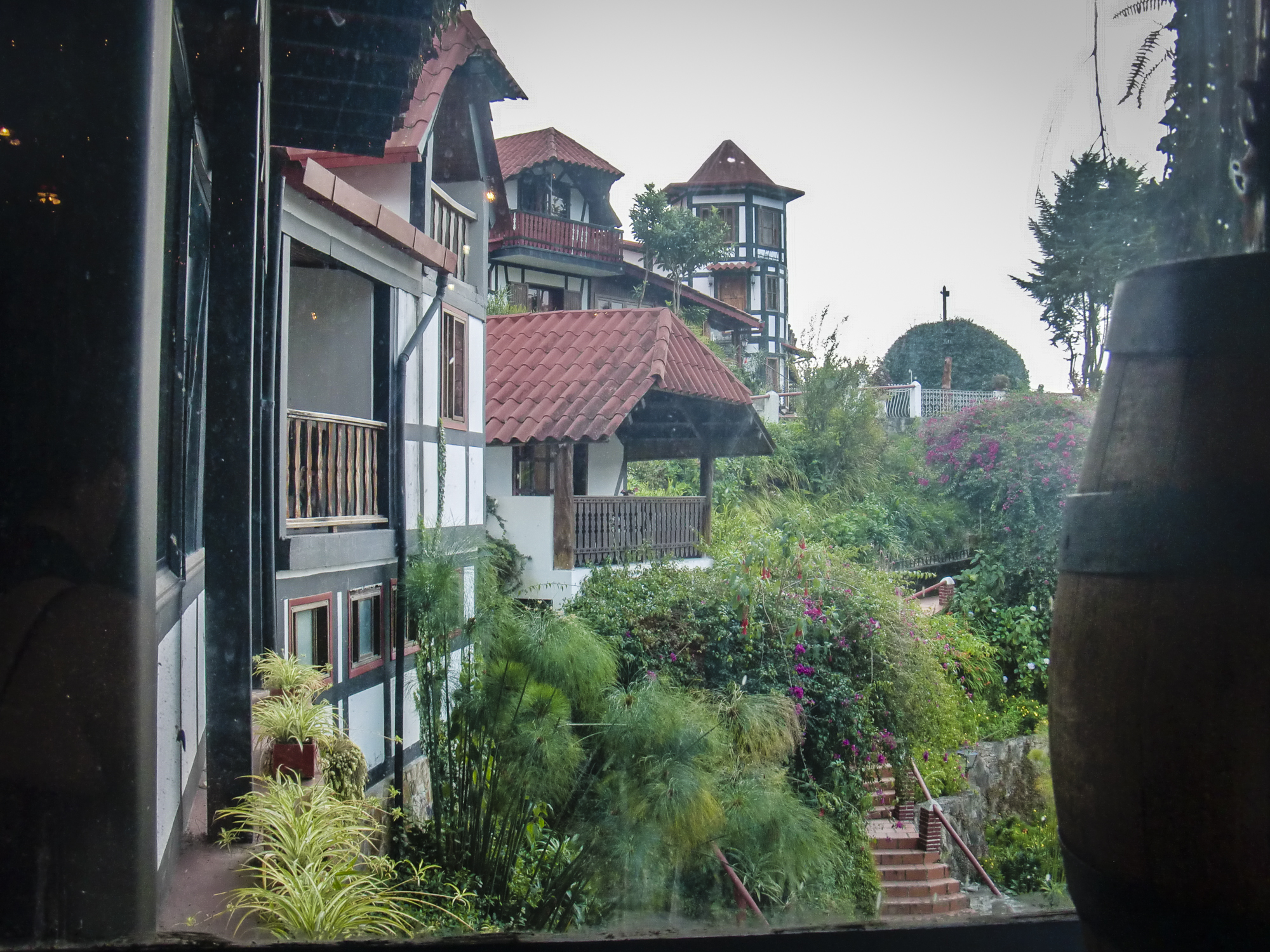
Colonia Tovar.

Durante el siglo XIX En Alemania sufrieron grandes pérdidas económicas, mientras que sus habitantes estaban pagando altos tributos. Este conjunto de razones causó una gran depresión económica, lo que provocó que muchos alemanes sumidos en la miseria desearan emigrar para salir de la pobreza. Los pioneros en Brasil añadieron una reputación positiva a los colonos. Por contraparte, Venezuela a principios del siglo XIX, no tenía mucho peso político, por lo que no había que temer ninguna interferencia de su parte. Durante el segundo gobierno de José Antonio Páez, en 1840, el Congreso promulgó en mayo de ese año una nueva Ley de Inmigración que preveía una política de intercambios económicos y culturales entre Venezuela y Europa.  Codazzi hizo exploraciones en diversos campos de propiedad de la familia del Conde Tovar, quienes se habían ofrecido a donarlos para establecer una colonia. Por lo tanto, Codazzi comenzó una propaganda en Alemania con el apoyo de Alejandro von Humboldt para conseguir que se unan al proyecto un grupo de personas y él eligió a familias de artesanos y agricultores del Prussia – Schonaich y del Gran Ducado de Baden y sus alrededores, sobre todo de Endingen am Kaiserstuhl. El 14 de octubre de 1841, 374 personas llegaron formalmente a Choroní estableciéndose luego de un periodo de cuarentena en la actual Colonia Tovar, con las típicas edificaciones y estilo de vida europeo particular. Se formó una compañía que tenía como socios a Agustín Codazzi y Ramón Díaz, y como garante a Martín Tovar y Ponte. Ese mismo año se comenzó a trabajar en terrenos donados por Manuel Felipe Tovar y que servirían como el hogar de los inmigrantes alemanes. Una vez en Tovar, encontraron que de las ochenta casas prometidas se habían construido solo veinte. Además, las tierras habían sido asignadas para ser deforestadas. Tampoco había un camino de acceso. El administrador de los colonos explotó la mano de obra y les impidió abandonar la colonia. La situación no mejoraría hasta que en 1845 el gobierno despidió al administrador de su cargo. En 1852 transfirió el territorio a las familias de la colonia.

#### Italianos

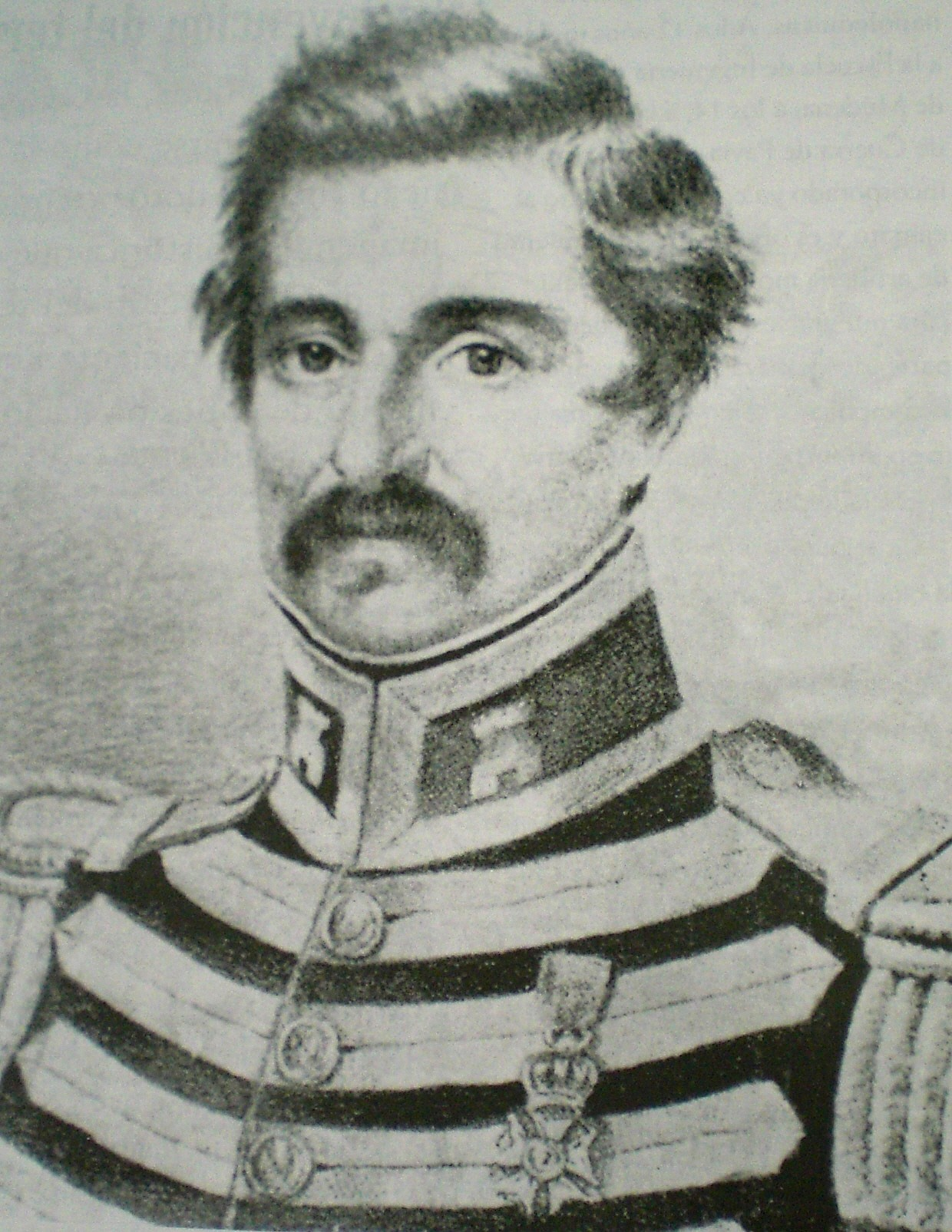
Agustín Codazzi

La mayoría de los italianos emigró a Venezuela luego de la Segunda Guerra Mundial. Sin embargo ya desde 1840 se siente la presencia de un fuerte grupo de Toscanos, más precisamente procedentes de la Isla de Elba en la región andina. Aparecen los siguientes apellidos: Anselmi, Braschi, Burelli,  Fossi, Mazzarri, Pisani, Murzi, Berti, Pardi, Dini, Spinetti, Bocaranda, Adriani, Paolini, Galeazzi, Lupi, Mazzei, Melani, Miliani, Pieruzzini, Mibeli, Pellizzari, Marcuzzu, Baratta, Faccini, Segnini, Burelli, Parilli, Lombardo, Lombardi, Giordani, Giordano. En los años cuarenta y cincuenta más de 300.000 italianos entraron por el puerto de La Guaira, creando la mayor "colonia" europea en Venezuela. Inicialmente muchos fueron enviados a las comunidades agrícolas (como la "Colonia Turén" en el estado Portuguesa), pero la mayoría terminó trabajando en el comercio, industrias y servicios de las principales ciudades venezolanas.
Los italianos llegaron a Venezuela principalmente desde las regiones pobres del sur de Italia (como Sicilia), pero también desde el industrializado norte (como Emilia-Romaña y Véneto).
El Consulado italiano en Caracas indicó en una publicación oficial que en 1977 - de los 300,350 Italianos que llegaron a Venezuela;  39,855 eran de Sicilia, 35,802 de Campania, 20,808 de Abruzos, 18,520 de Apulia, y que también (del norte industrializado) venían 8,953 del Véneto, 7,650 de Emilia-Romaña y 6,184 de Friul-Venecia Julia
Los italianos - según la misma fuente - estaban concentrados principalmente en la región centro-norte costera de Venezuela, alrededor de Caracas y Valencia.
Durante el mismo año, 98.106 italianos vivían en el Distrito Federal de Caracas, 39,508 en el estado Miranda, 14,203 en Maracaibo estado Zulia, 12.801 en Aragua y 8,104 en el estado Carabobo, e incluso había unos 66 Italianos en el Territorio Federal Amazonas.
Actualmente, en los años 2000, casi el 90% de los Ítalo-venezolanos están concentrados en la región costera venezolana y en la Cordillera de la Costa. Aproximadamente 2/3 de ellos son residentes de las áreas metropolitanas en cinco de las principales ciudades venezolanas:Caracas, Maracaibo, Valencia, y Maracay.
Santander Laya-Garrido (en su libro Los Italianos forjadores de la nacionalidad y del desarrollo económico en Venezuela) estimaba que los venezolanos con por lo menos un abuelo (o bisabuelo) de Italia pueden ser más de dos millones al principio del siglo XXI (como el presidente de Venezuela Raúl Leoni, cuyo abuelo era un refugiado italiano masón del siglo XIX). Afirmó también que la comunidad italiana ocupaba un lugar predominante en la sociedad venezolana de la segunda mitad del siglo XX.
Según los datos oficiales de registro consular AIRE en Venezuela residen 200.000 italianos nacidos en Italia. Con esta cifra, Venezuela posee la tercera comunidad italiana más grande de América Latina; sin embargo, los descendientes de italianos nacidos en Venezuela, superarían más  los 5.000.000 de habitantes.

#### Portugueses
Los portugueses emigraron a Venezuela desde la década de los 50 y dicho flujo migratorio se prolongó incluso hasta los años 60. Representan una de las colonias europeas más numerosas en Venezuela. Provinieron mayoritariamente de Madeira, Aveiro, Oporto  y otras zonas del país. En los 70 los portugueses siguieron llegando al país,   presionados por la guerrilla en las colonias africanas (Angola y Mozambique),  por la declaración de independencia en 1975 y la crisis institucional acaecida por la toma del poder de un sector prosoviético producto de la Revolución de los Claveles.
Actualmente residen en Venezuela 53.478 personas nacidas en Portugal, y un total de 400.000 entre nacidos en Portugal y descendientes. En América Latina, Venezuela concentra la mayor comunidad portuguesa luego de Brasil. A los descendientes de los portugueses en Venezuela se les conoce como "luso-venezolanos".

#### Franceses

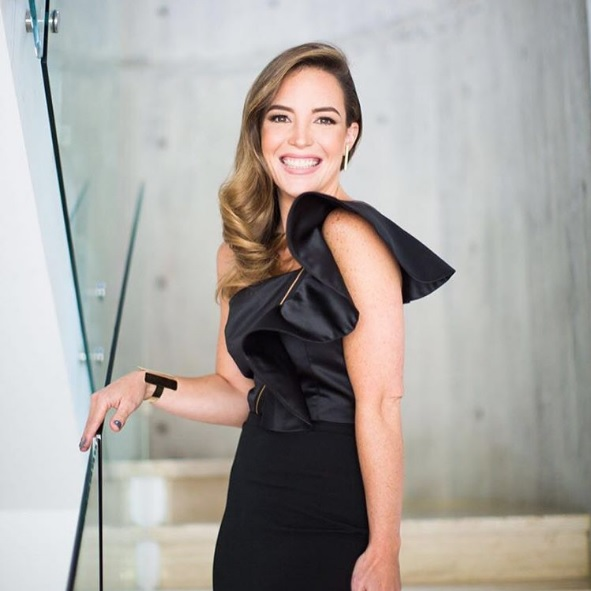
Chantal Baudaux modelo y actriz hija de padre francés y madre española.

A pesar de los vaivenes en los principios de la etapa republicana no impiden que algunos miles de franceses se instalen en Venezuela durante el siglo XIX, principalmente procedentes de Córcega y del Suroccidente. Si los Corsos logran prosperar gracias al cacao, el cafe y al ron en la región Paria (Edo. Sucre), los Bearneses se enfrentan a mayores dificultades, como lo demuestra el fracaso del proyecto de comunidad agrícola francesa "Colonia Bolívar" cerca de Guatire (Edo. Miranda).
Los franceses ingresaron a territorio venezolano dejando una impronta cultural en el teatro y las artes plasticas logrando influenciar a la ciudad de Caracas, como ser los precursores del pensamiento científico en Venezuela y trajeron con ellos sus costumbres culinarias. sin embargo no logró formar una gran comunidad como los sucedido en países como Canadá (Por su pasado lingüístico) , Estados Unidos, Argentina o Brasil. sin embargo lograron sobresalir en la sociedad debido a sus capacidades en los negocios. 
También hubo gran presencia naval en Venezuela durante 1939-1942 con el fin de evitar una invasión por parte de Colombia o evitar la presencia de los nazis en sus costas y el ingreso de las ideas Fascistas al país.

#### Holandeses o Neerlandeses
Ya desde 1542, los holandeses, en sus excursiones por el mar Caribe, se habían apoderado de la rica salina de Araya,  quienes explotaron las minas de sal desde 1593 de forma ilegal, dejando tal actividad en 1623. Durante siglos, neerlandeses de las Antillas Neerlandesas: Aruba, Curazao y Bonaire se establecieron en las costas de Falcón (mayormente, donde también existe un cementerio judío-holandés) desplazándose a Carabobo, Zulia y hacia las costas de Colombia. Hasta la actualidad, Venezuela sigue compartiendo fronteras con el Reino de los Países Bajos, siendo la Península de Paraguaná la región venezolana más cercana al territorio neerlandés en el Caribe, a solo 27 kilómetros de distancia de la isla de Aruba, nación constituyente del reino en cuestión. 

#### Británicos e irlandeses
En 1816 Luis López Méndez reclutó en Londres unos 5,000 soldados voluntarios veteranos de las guerras napoleónicas, algunos de los cuales participaron en la liberación del territorio venezolano actual. Eran conocidos como la Legión Británica, hombres que formaban parte de los ejércitos de Simón Bolívar. Los préstamos originados en el Reino Unido fueron la principal fuente de financiamiento para la Gran Colombia hasta 1920. En 1822, Francisco Antonio Zea, su primer vicepresidente fue enviado a Londres como embajador plenipotenciario para negociar con los banqueros británicos Herrings, Graham y Powles créditos de hasta dos millones de libras esterlinas para ayudar al establecimiento de la joven república.
En 1834 un grupo de técnicos y obreros córnicos se establecieron en las minas de Aroa, Yaracuy para extraer cobre, pero por poco tiempo, ya que la mayoría fue asaltada y asesinada.
Particularmente se trata de una comunidad pequeña, pero que cuenta con una historia parecída a otras que llegaron al país en busca de nuevas oportunidades. Los británicos que venían principalmente eran expertos e ingenieros en materia petrolera cuando Venezuela experimentaba el auge del petróleo tanto a principios y medianos del siglo XX.

#### Checos
Venezuela no cabe escudriñar sin hacer alusión a un grupo de inmigrantes checoslovacos llegados tras concluir la Segunda Guerra Mundial. A finales de los 90' su número apenas sobrepasaba los 200, pero su influencia continúa siendo tan notoria como la que en el Viejo Continente ejerce la pequeña Praga. Hicieron de Venezuela su segunda patria y de allí surgió una segunda, tercera y cuarta generación de paisanos conformada por hijos y nietos de inmigrantes que hoy en día se sienten tan venezolanos como checos, y que dedicaron toda su vida a las más diversas actividades en beneficio de la sociedad venezolana.
Uno de los primeros inmigrantes checos fue Emil Friedman (1908 - 2002) destacado músico, abogado y educador. Arribó a Maracaibo en 1945 donde fue Director de la Academia de Música del Estado Zulia, violinista principal del Cuarteto Maracaibo y fundador de la Sociedad Zuliana de Conciertos, agregándose las sedes de San Cristóbal, Valencia y Caracas. En Caracas funda el prestigioso colegio Emil Friedman.
Para 1950, la colonia checa era uno de los grupos inmigrantes más escasos en el país: 1 mil 224 personas, según el censo de la época. No era frecuente que los checoslovacos salieran de su país con las esperanzas expresas de radicarse en Venezuela. Muchos llegaban luego de probar suerte en otros países; otros, por referencia de terceros. Pero la principal razón para asentarse aquí era simplemente, la facilidad con que el Gobierno otorgaba visas.
Para un país sin costas como Checoslovaquia, Venezuela significaba mar y naturaleza virgen. Los ingenieros Carlos Stohr, Harry Osers y Pedro Seidemann se reencontraron en Venezuela. Aún conservan una fotografía de los tres paseando en el balneario de Turiamo en 1952. Seidemann  (ejecutivo de empresas siderúrgicas a quien se atribuye la primera venta de acero venezolano a China) asegura no sentir nostalgia por el clima cultural de Praga, su ciudad natal. “Creo que a las personas que les gusta la cultura no les hace falta estar en su propio país para poder gozar de ella”.
Al igual que Osers, profesor emérito de la Facultad de Ingeniería de la Universidad Central de Venezuela, Seidemann vivió el terror de los campos de concentración nazi. “El otro miembro de mi familia que sobrevivió a la guerra, por la rama paterna, se refugió en Suiza. Cuando nos encontramos, él me ve como sudamericano. Tampoco puedo decir que soy un ejemplo típico de un checo. Los que hemos sobrevivido a los campos de concentración tenemos otros rasgos de carácter”.
En 1949 los hermanos Hans y Lothar Newman Haas de origen judío fundaron Pinturas Montana, C.A. una de las primeras fábricas de pinturas en Venezuela y rápidamente se consolidó en el mercado nacional durante la década de los años 50. En 1992, la Corporación Industrial Montana (Corimon Pinturas) inició una ambiciosa carrera hacia la internacionalización de sus operaciones, lo cual en un par de años terminó con el embargo del complejo químico.
El desarrollo de la Harina P.A.N. a finales de la década del 50 habría sido idea del maestro cervecero Carlos Roubicek, uno de los primeros empleados de la Cervecería Polar,  y de Juan Lorenzo Mendoza Quintero aprovechando las instalaciones de la refinadora Remavenca para pulverizar las hojuelas de maíz que en dicha planta se fabricaban para mejorar el sabor de la cerveza.
Otros checos destacados son el cantautor Ilan Chester, el antropólogo Hellmuth Straka, los ingenieros Felipe Odehnal, Jiri Kopp Breth y Jarolslav Brcek, la actriz Perla Vonasek y el químico Martin Trnovsky.
La segunda ola de inmigración que salió de Checoslovaquia tras los acontecimientos de la Primavera de Praga en 1968, fue numerosa. Aunque la mayoría prefería países de Europa Occidental, Estados Unidos o Canadá, unos pocos llegaron a Venezuela, no sin antes tocar puerta en otras naciones. Pero luego de la división de Checoslovaquia (escindida hoy en República Checa y Eslovaquia), de la apertura democrática y de dos procesos de elecciones presidenciales, la inmigración a Venezuela ha sido casi nula. En la Embajada de la República Checa en Caracas estaban registrados a final de siglo XX poco más de 200 inmigrantes en el país aunque podrían ser más.

#### Flamencos
Ya en años más recientes, más holandeses, flamencos (belgas) y alemanes llegaron a Venezuela para echar raíces escapando por diversos motivos de la natal Europa, entre ellas, pobreza, guerras y hambrunas. Agustín Codazzi inspeccionó diversos campos ubicados en el Estado Aragua, propiedad de la familia Tovar, quienes se habían ofrecido a donarlos para establecer un asentamiento de inmigrantes alemanes dedicados a la agricultura y el pastoreo. Esto daría paso a la creación de la actual Colonia Tovar en 1843, El Jarillo en 1890 y Colonia agrícola de Turén en el estado Portuguesa en 1951, entre otras regiones de Venezuela.

#### Húngaros
Compuesta fundamentalmente por inmigrantes que abandonaron Hungría luego de la Segunda Guerra Mundial o de la Revolución húngara de 1956. Si bien se asentaron como inmigrantes en la segunda mitad del siglo XX, existen registros de siglos anteriores donde los húngaros visitaron Venezuela motivados por intereses exploratorios. Tal es el caso del expedicionario húngaro noble Pál Rosty de Barkócz, quien en 1857 viajó al país y fotografió la región de San Juan de Los Morros.
La mayoría de los inmigrantes húngaros arribaron de Europa en el año 1946, y pronto comenzaron a reunirse en Caracas, inicialmente en casas de particulares y posteriormente se encontraban en una pequeña casa alquilada en comunidad en la zona de Los Chorros en Caracas.
La comunidad cristiana protestante húngara (principalmente calvinistas y luteranos) comenzaron entonces a reunirse a leer las santas escrituras, y a celebrar oficios religiosos a partir del 24 de diciembre de 1948, cuando por vez primera el Dr. Pablo Puky inició dichas ceremonias en un campamento llamado "El Trompillo”, contando con 30 emigrantes húngaros. Posteriormente los húngaros protestantes continuaron organizándose hasta que en 1954 construyeron una iglesia propia en la zona de La Castellana, en Caracas, en conjunto con la comunidad protestante alemana, letona y escandinava.
En la década de los años 50' muchas personalidades de relevancia comenzaron a fundar las bases institucionales y tradicionales de la comunidad. En 1953 por iniciativa de la sra. Erzsébet de Egyed se realizó el primer Fehérbál (en español: Baile Blanco), en el cual se presentaban a la sociedad los jóvenes húngaros, convirtiéndose en una tradición que aún existe hasta la actualidad. En 1958 por iniciativa de Tibor Pivko fue creado el equipo de fútbol profesional Deportivo Danubio F.C. integrado principalmente por emigrantes de Hungría y otros países centro europeos.  El Danubio tuvo una vida efímera participando en las temporadas de 1958 y 1959 cuando logra el tercer lugar.
Muchos húngaros comenzaron a desempeñarse como profesores en Universidades Venezolanas, destacándose en todas las áreas humanísticas y científicas. En 1970 Pál Kerese y su esposa Evelia fundaron una pastelería en Caracas, la cual llamaron "Danubio" y muy pronto cobró gran importancia, contando actualmente con cerca de una docena de sucursales por todo el país.
En las siguientes décadas, la comunidad húngaro-venezolana condujo incontables eventos y presentaciones de danza folklórica por todo el país y Latinoamérica en conjunto con los grupos de otras naciones como los húngaros de Brasil, Argentina y Uruguay, viajando a festivales de danza a Hungría como representación de la nación. Significativas personalidades como la Sra. Judith Kristóffy-Jeszenszky de Nyisztor, la Sra. Enikő de Gazsó y la MSc. Alicia Fedor de Diego, entre muchas otras siempre se ocuparon por coordinar asuntos relacionados con la preservación de la danza húngara en Venezuela durante más de 50 años. Igualmente fomentaron y mantuvieron los grupos de escultismo húngaros en Caracas, forma en la cual, los jóvenes hijos de inmigrantes se mantenían en contacto entre sí, aprendían el idioma húngaro y sobre la historia y cultura de dicho país.

#### Nórdicos

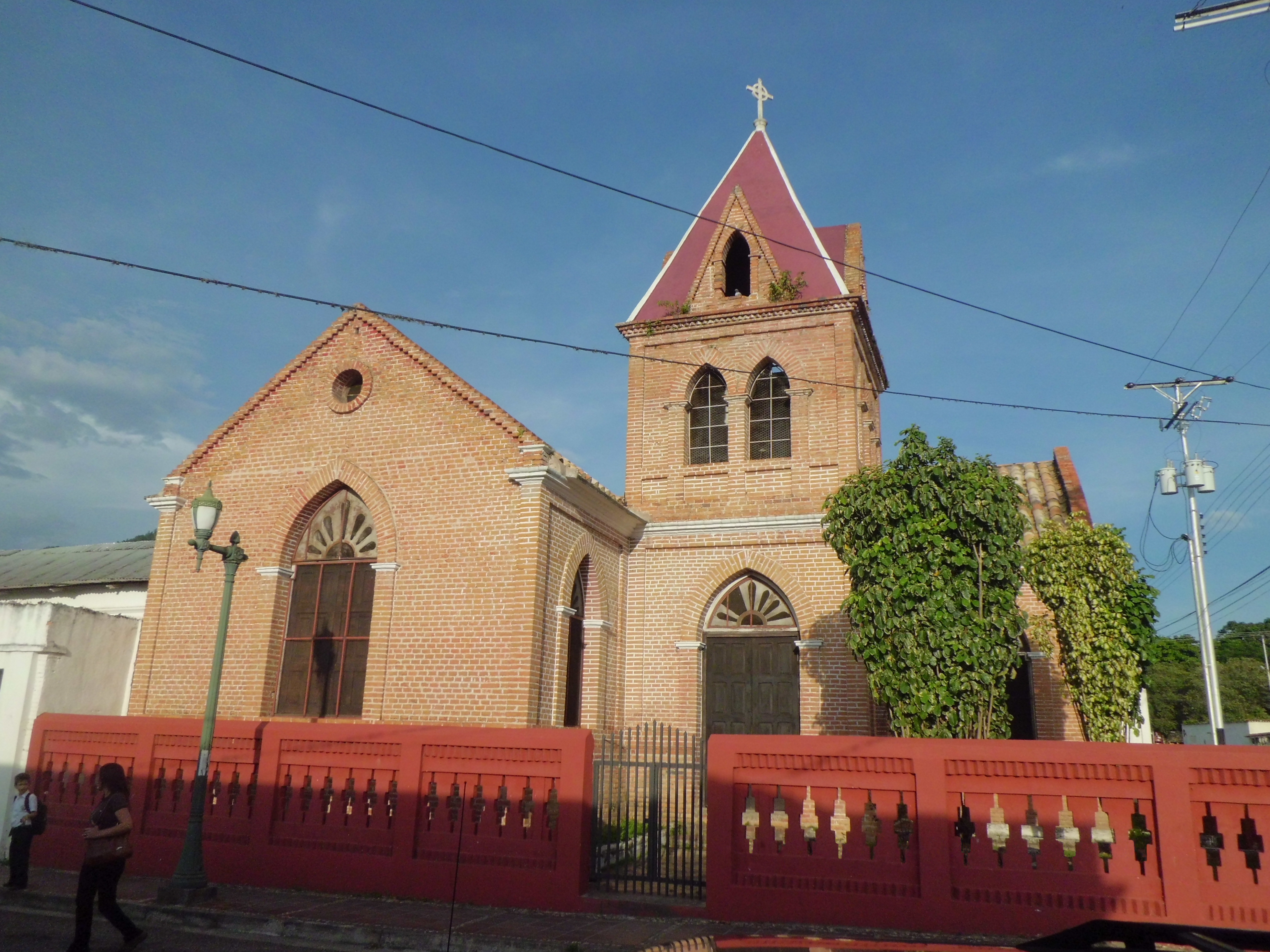
Arquitectura Nórdica de la Iglesia Evangélica Cristo Vive en Rubio, conocida como la iglesia de la Cruz Celta

A excepción de los finlandeses, los nórdicos son pueblos germánicos. Esta región está conformada por Noruega, Suecia y Dinamarca (Escandinavia) más Finlandia e Islandia. Como tal, se desconoce migración en masa de estos pueblos a la Tierra de Gracia como muchos los hicieron al Sur de Brasil y Noreste de Argentina. Ingresaron a Venezuela algunas familias de suecos, daneses y noruegos, los primeros como misioneros evangélicos a inicios del siglo XX, y aquellos quienes huían de las consecuencias de la Primera Guerra Mundial y la Segunda Guerra Mundial, no obstante ya había algunos establecidos en las Costas de Venezuela desde el siglo XIX, también se suman empresas escandinavas que se establecieron en Venezuela.
No obstante, la colonia Chirgua en el estado Carabobo, fue un intento de colonización agrícola en la cual se organizó el traslado de familias danesas y noruegas. No obstante algunas no pudieron adaptarse al medio o incurrieron en oficios que chocaban con las necesidades productivas del país, por lo tanto dicho intento fracasó y 38 de las 40 familias fueron repatriadas a Dinamarca llevando a sus espalda un rotunda perdida en la inversión que se ejecutó para tal fin. Las dos familias danesas que decidieron por quedarse en Venezuela fueron los Petersen y Jørgensen.
Años más tarde se establece la fabrica de embutidos Plumrose, el lactuario Brunn y la panificadora Danibisk, las cuales han tenido representación Danesa en la administración de estas empresas. El empresario noruego Øystein Halvorssen, cónsul del reino de Noruega en Caracas, construyó una dinastía familiar como representante en Venezuela de corporaciones europeas incluyendo Dunlop, Alfa Laval y Ericsson. Adicionalmente representaciones de la Statoil y Norsk Hydro entre otras se hicieron presentes en la nación. También hubo llegadas de finlandeses a Venezuela no en mayor medida, fundado una pequeña colonia en Caracas.

#### Eslovenos
Los primeros eslovenos llegaron a Venezuela entre ambas guerras mundiales, aunque en un número pequeño, que se estima en unas 50 personas. Un grupo más numeroso de inmigrantes eslovenos llegó a Venezuela en los años posteriores a la Segunda Guerra Mundial, seguidos hasta fines de los años 50 por un gran número de personas, en su mayoría de Primorska. Esta emigración estaba motivada por la insatisfacción con las condiciones económicas y en parte con las condiciones políticas, por el afán de aventuras y por los vínculos existentes con los eslovenos en Venezuela. Sobre la base de distintas fuentes y testimonios se estima que hasta el año 1960 llegaron a Venezuela entre 550 y 800 eslovenos. 
En el año 1958 llegó a Venezuela desde la Argentina el sacerdote esloveno Janez Grilc, quien demostró ser un excelente organizador. Ese mismo año comenzaron las misas en idioma esloveno, también las peregrinaciones con marcadas cualidades nacionales, les siguieron los encuentros sociales y culturales. En el año 1966 se fundó formalmente en Caracas la asociación »Sv. Ciril in Metod«, de cuyos eventos participaban entre 100 y 150 personas. La presidenta actual de la asociación lleva en cargo ya hace más de 10 años. Ellos organizan las peregrinaciones, el Día de San Nicolás y la conmemoración de la independencia de Eslovenia.
La Asociación fue dueña por un tiempo de su propia sede, que luego fue vendida, debido principalmente a la dispersión de los eslovenos en la ciudad capital y el país, a los escasos medios financieros y al pequeño número de integrantes de la comunidad. En el mismo período se fundó en Valencia la asociación Ilirija, existiendo también datos acerca del funcionamiento en el pasado de la asociación Slovenija en Puerto Cabello. 
De las actividades del sacerdote esloveno en Caracas da testimonio la calle que lleva su nombre en Chacao. La avenida »Slovenija« en la ciudad turística Higuerote da testimonio de la presencia eslovena en Venezuela. En los tiempos del sacerdote Grilc funcionó en Caracas la orquesta »Triglav« y desde en abril de 1959 fundó el periódico »Življenje – Vida«, con temas religiosos e informativos. 
Resulta de particular relevancia para los inmigrantes eslovenos el Día del Inmigrante en Guigue, donde se considera »jefe blanco« al inmigrante esloveno Franc Willewardt.  Es el día en que se recuerda el desembarco de los primeros inmigrantes europeos de posguerra en Puerto Cabello y su llegada al campamento cercano a El Trompillo.

#### Polacos

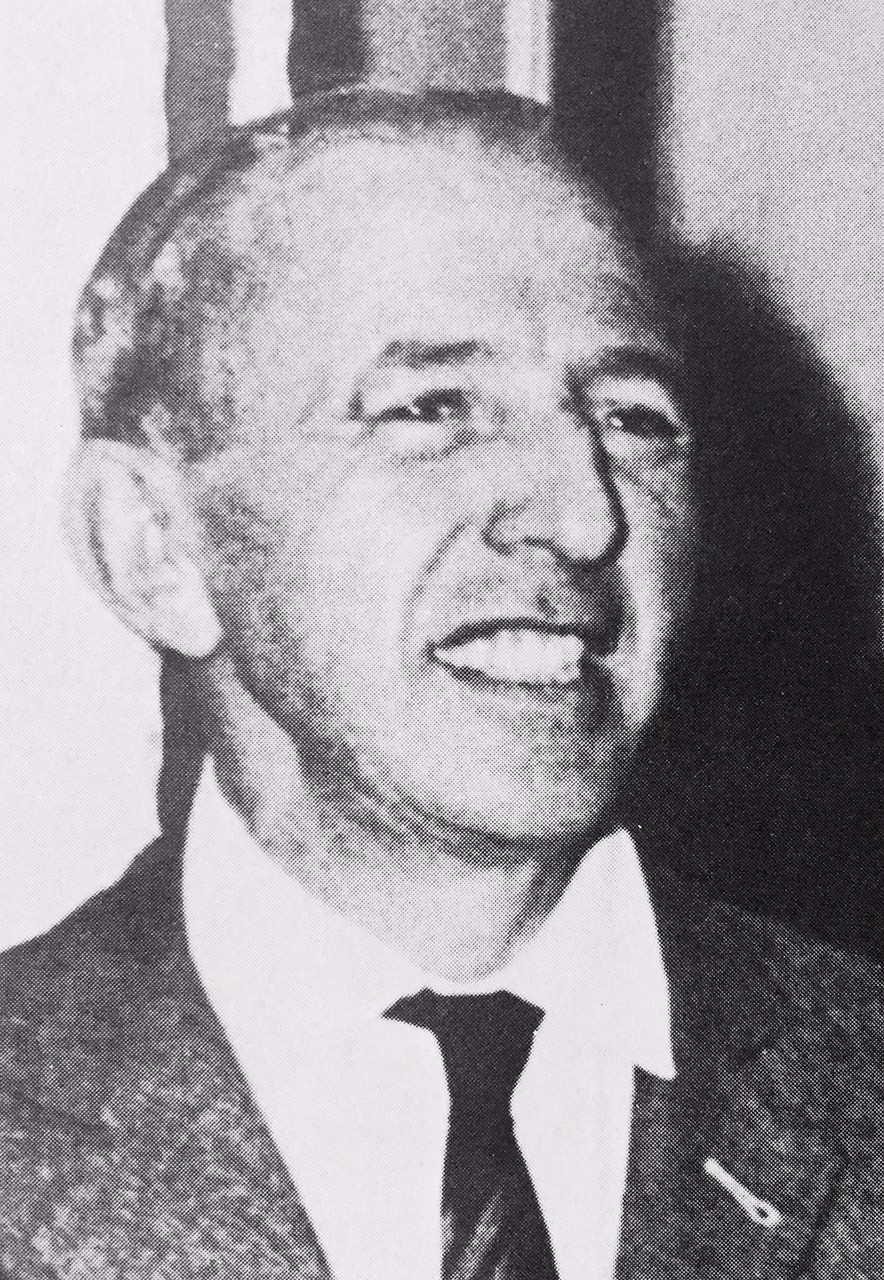
Ángel Rosenblat, un filólogo, ensayista e hispanista nació en Polonia, Creció en Argentina y nacionalizado en Venezuela.

La inmigración polaca en Venezuela se inició a raíz la Segunda Guerra Mundial y las consecuencias que implicó para el país, así como por cuestiones políticas tras la creación del Pacto de Varsovia. Ello causó que los ciudadanos polacos, incluyendo aquellos de origen judío, buscasen asentarse en el país en búsqueda de mejores condiciones de vida. Hoy en día la comunidad polaca en Venezuela se encuentra dispersada por todo el país, y su número se calcula entre 4,000 o menos. La primera ola de inmigrantes arribó a los puertos venezolanos durante los años de la Segunda Guerra Mundial, cuando los polacos de origen judío se movilizaran del país para escapar del Holocausto perpetrado por la Alemania nazi y buscar mejores condiciones de vida en el continente americano.
La segunda oleada ocurrió en el período de la posguerra, entre 1946 y 1948. Los sobrevivientes judíos de nacionalidad polaca buscaron reunirse con sus familiares en territorio venezolano. Con ellos llegaron añadidamente varios soldados veteranos del conflicto, que habían prestado servicio para los ejércitos de los Aliados en Gran Bretaña, Francia e Italia. Esta comunidad zarpó desde Bremerhaven junto con otras nacionalidades y arribaron a La Guaira y Puerto Cabello en 1947.
La tercera fase de inmigración se suscitó entre 1957 y 1958. Esta vez la ola migratoria fue causada por el clima represivo del Gobierno comunista polaco, y protagonizada tanto por judíos y, en mayor parte, por civiles y disidentes políticos que se oponían al gobierno de ese momento que gobernó hasta 1989. Una vez en Venezuela, la comunidad polaca evidenció una gran capacidad de adaptación a su nueva situación, y conservaron sus tradiciones y costumbres. Hoy en día, su presencia se ha evidenciado con el establecimiento de pequeños negocios familiares. Algunos de sus miembros han sido desde músicos hasta doctores y académicos.

#### Rumanos
Tomándose en cuenta los emigrantes de la mezcla étnica entre dacios, godos y los carpos. Rumania es un estado pluri-étnico con diversas agrupaciones lingüísticas como lo son tanto eslavos, húngaros, alemanes, entre otros. Los moldavos son lingüísticamente rumanos. Rumania tuvo las bases de su cultura y lengua latinas, lo que distingue este país de sus vecinos que en su mayoría son de ascendencia eslava (a excepción de los húngaros que son fino-ugrios). El Rumano es un idioma latino. 
La inmigración rumana en Venezuela se inició ya entrado el siglo XX y se profundizó después de 1989 y en los años 1990, como Joana Benedek quien emigró a Venezuela al inicio de la Revolución rumana de 1989. En la actualidad la comunidad rumana en Venezuela ronda los 10.000 habitantes. En su mayoría son inmigrantes que arribaron al país, como muchas otras nacionalidades, a raíz de la Segunda Guerra Mundial y las políticas de los gobiernos del Pacto de Varsovia. Así mismo, parte de la comunidad la componen descendientes de rumanos, especialmente mujeres, que han contraído matrimonio con venezolanos, que usualmente habían realizado estudios con anterioridad en Rumania.
Añadido a esto, la Iglesia ortodoxa rumana funciona en Caracas desde 1997. Ese mismo año fue construida la iglesia de San Constantino y Santa Elena en esa ciudad. También emigraron a Venezuela germanoparlantes proveniente de la región de Bukovina, Rumania (tratados en el tema Inmigración alemana en Venezuela).

#### Rusos
El éxodo de inmigrantes rusos en Venezuela se vio a partir de 1947 cuando llegaron a Venezuela esperanzados en reconstruir sus vidas. Una nave estadounidense utilizada para el traslado de inmigrantes, el USS General S.D. Sturgis, atracó en el puerto de La Guaira,  a 25 kilómetros de Caracas, con miles de refugiados europeos. Escapaban de la devastación causada por la Segunda Guerra Mundial y estaban en la búsqueda de nuevos horizontes. Un contingente más grande de rusos, polacos y ucranianos crearon lo que hoy se conoce como AltaVista, al noroeste de la ciudad y cerca de Catia, una populosa zona, tal y como lo refiere una reseña del consejo comunal Mini Parque La Cruz: 
“La mayoría, con una buena formación profesional, no se amilanó para montar fábricas y tiendas”. 
En la zona además se fundaron tres iglesias ortodoxas, una de ellas de madera, levantada en 1948, que sirvieron para aglutinar a la comunidad. Con la llegada de Hugo Chávez y tras los convenios con Rusia, ha habido un intercambio de profesionales en la cual muchos rusos y bielorrusos han ingresado de manera temporal a Venezuela. 

### Migración africana
La introducción de esclavos africanos a Venezuela comienza aproximadamente a partir del año 1528 con la finalidad de sustituir la mano de obra aborigen.
Los Welser, banqueros alemanes de Augsburgo, levantan plantaciones en las costas de Falcón y reciben licencias para importar unos 4.000 esclavos como pago por las deudas que con ellos contrajo el Rey Carlos V. En 1536 Juan Despes recibe licencias para importar esclavos a la Mina de Buria en Yaracuy. Durante este siglo se incluyen otras importaciones de esclavos hacia Maracaibo, La Guaira y la Isla de Margarita. Las actividades económicas coloniales mayormente ligadas a la explotación esclavista del cacao, caña de azúcar y café, la minería y la pesca de perlas. Dichas actividades aumentan en productividad durante el siglo XVII e incrementa la importancia de esclavos dentro del modo de producción y de la mano de obra.
Entre los siglos XVII y XVIII llegan cargamentos de esclavos a los puertos de La Guaira y Puerto Cabello, ya sea bajo licencias o asientos, y son distribuidos a los hacendados provenientes de diferentes regiones del territorio. Debido a la demanda de esclavos, los negros también son traídos por Coro, Cumaná, Maracaibo y la Isla de Margarita en contrabando de piratas ingleses y franceses. Según Luis Brito Figueroa (1960) se importan a Venezuela 6.596 esclavos en el siglo XVI, 10.147 en el siglo XVII y 34.099 en el siglo XVIII, sin incluir a los negros que llegan por contrabando y como refugiados o cimarrones; en conjunto, se estima que más de 100.000 negros entran a Venezuela durante todo el período colonial. Desde que comenzaba la travesía en África y en cada puerto de distribución, iban entremezclándose individuos de diferentes etnias africanas, lo cual originaba un cierto tipo de sincretismo en sus descendientes.
La mayoría de los negros vienen, ya sea por importancia, contrabando o como refugiado, de las islas caribeñas y otras costas continentales americana, sin incluir algunos pocos cargamentos de esclavos procedentes de las costas de Baja Guinea y África Central.
Los negros en Venezuela se distribuyen principalmente a lo largo de la costa. Esto se debe, más que todo, a las ubicaciones de plantaciones y haciendas. Entre los siglos XVI y XVII ya se consiguen, progresivamente, centros de poblaciones negras.

### Americana

#### Caribeña
Por la ubicación geográfica de Venezuela como puerta de entrada a América del Sur, bordeada por un grupo de islas de las Antillas, la inmigración de caribeños ha sido uno de los eventos que se ha llevado a cabo a lo largo de muchos siglos, inclusive precolombinos. Diversos grupos aborígenes cruzaron en varias direcciones ingresando y saliendo del territorio venezolano. En siglos más recientes un contingente de afrodescendientes proveniente del Caribe realizaron movilizaciones migratorias a Venezuela. Para 1980 se estimaba un número superior a 60.000 personas, lo cual representaba un 5% de la población extranjera en Venezuela. El mayor grupo conformado por Dominicanos, Cubanos seguidos de Trinitarios. A esta cifra se le debe sumar Guyaneses (muchos de ellos ingresando por La Guayana Esequiba), Haití, Jamaica, Las Antillas Neerlandesas (Aruba, Curazao y Bonaire), Martinica, Granada, Montserrat, Dominica, Barbados. En fin se puede concluir que caribeños que emigraron desde diversas islas eligieron como destino a Venezuela.
Muchos de ellos recurrieron a Venezuela como puente para luego emigrar a países de primer mundo como Estados Unidos (Angloparlante), Canadá (Anglo y Francoparlante), Francia (Francoparlante), Reino Unido (Angloparlante) y Países Bajos (de habla holandesa).

##### Cubanos
Los lazos entre Cuba y Venezuela se remontan a la época imperial española con relaciones principalmente de carácter económico, militar, cultural e incluso familiar, siendo administrados de manera separada a través de la Capitanía General de Cuba y la Capitanía General de Venezuela. 
En 1783 la nodriza del Libertador Simón Bolívar fue una santiaguera Inés Mancebo esposa de Fernando Miyares, originario de Santiago de Cuba, gobernador de las provincias de Barinas y Maracaibo. En 1810 Miyares fue nombrado Capitan General de Venezuela en 1810.
Entre los firmantes del Acta de Independencia de Venezuela en 1811 se destaca el diputado Francisco Javier Yanes quien era nativo de Camagüey.
En la célebre batalla de Carabobo (1821), el teniente coronel José Rafael de Las Heras, natural de La Habana, luchó con ferocidad al lado del ejército patriota. Luego de la victoria, en el propio campo de batalla, fue promovido a coronel por el general Simón Bolívar, y ante quien el Libertador haría la promesa de "no guardar su espada hasta que Cuba estuviera libre".  Durante la Batalla de Juana de Ávila, el 24 de abril de 1822, el coronel Heras consigue derrotar a los relistas pero pierde su vida en el combate. 
El patriota cubano José Martí, acusado de implicarse en la política venezolana, fue expulsado por el presidente Guzmán Blanco en 1881. Marti debe salir apresuradamente de Caracas, donde planeaba vivir su exilio, y volver a Nueva York. 
En 1918, la familia Cisneros llegó a Venezuela, y al poco tiempo se establecieron en Puerto España, capital de Trinidad. Al terminar la educación primaria y secundaria en el Saint Mary´s College en 1928, los hermanos Cisneros regresaron a Venezuela. En Caracas, Diego Cisneros consiguió un empleo en el Royal Bank of Canada, gracias a su conocimiento del idioma inglés. Meses después trabajó en la concesionaria de los automóviles Chrysler y de los camiones International.
En los años 30 y 40s, varios peloteros cubanos jugaron en Venezuela, destacando figuras como Martín Dihigo, quien es considerado uno de los mejores jugadores de todos los tiempos, y otros como Lázaro Salazar, Cocaina Garcia, Pelayo Chacon y Santos Amaro entre otros. 
En los años 40 y 50s, visitaron Venezuela  numerosos artistas cubanos como Bienvenido Granda, Kiko Mendive, Perez Prado, Celia Cruz, Benny More y Olga Guillot. De todos ellos Kiko Mendive regresó en 1956 para quedarse en Venezuela. En Caracas trabajó en la radio, salones de bailes y grabación de discos, y más tarde se popularizó en la televisión con en el programa "Media Jarra Musical", que presentaba en RCTV Luis Alfonzo Larrain al frente de su orquesta
Desde la llegada de Fidel Castro al poder de la nación caribeña en 1959, 20 años antes del Éxodo del Mariel, una gran cantidad de cubanos abandonaron su isla y emigraron a Venezuela, entre ellos futuras celebridades como Arquimedes Rivero, María Conchita Alonso, Eduardo Chibás, Fausto Masso, Octavio Armand,  Rene Scull, Peggy Azqueta, Orlando Castro Llanes, Orlando Bosch,  Salvador Romani, Jose Page, Joaquín Riviera,  Luis Posada Carriles y Osmel Sousa. La mayoría de esos cubanos en el exilio prosperaron increíblemente en Venezuela.
Para inicios del siglo XXI, alrededor del año 2003, profesionales de la medicina, el deporte y la seguridad ingresaron a Venezuela debido a un convenio binacional de ayuda mutua entre Cuba y Venezuela. El intercambio se basaba en que profesionales cubanos ayudarían en las áreas de la salud, el deporte y la seguridad estatal a cambio de petróleo venezolano a descuento para la isla. Los médicos cubanos participaron principalmente en un programa de asistencia médica primaria en los barrios venezolanos llamado Misión Barrio Adentro. Muchos de estos médicos (hombres y mujeres) contrajeron nupcias con hombres y mujeres venezolanos, solicitando residencia permanente en Venezuela o desertando del programa con el cual obtuvieron su ingreso. Sin embargo muchos de estos médicos cubanos han a su vez emigrado a otros países, como parte del éxodo de venezolanos por la crítica situación del país en la actualidad.
[[

##### Dominicanos
Con la llegada del régimen militar de Rafael Leónidas Trujillo, un gran número de dominicanos emigraron a Venezuela, la mayoría con altos niveles educativos que no estaban a favor del nuevo mandato en la  República Dominicana. En la década de 1980 sumaban aproximadamente 37.000 los nacionales dominicanos en Venezuela, encontrando en Venezuela una rápida acogida e integración a la sociedad, donde fueron bien recibidos, llegando incluso a establecer "zonas dominicanas", como Quinta Crespo en Caracas, en donde residen una gran cantidad de dominicanos.
Posterior a la década de 1990, el dominicano que emigraba a Venezuela lo hacía más por curiosidad que por necesidad, o como un puente para emigrar a otras naciones de la región ya que Venezuela por tradición, siempre mantuvo sus puertas abiertas a los ciudadanos dominicanos en la época en que sufrieron de la dictadura del régimen militar de Rafael Leónidas Trujillo.

##### Guyaneses
Este grupo de inmigrantes, en su mayoría ilegal debido al problema limítrofe de Venezuela y Guyana heredado desde su independencia del Reino Unido, se ha llevado a cabo más que todo en el Municipio Caroní en el Estado Bolívar. Esta inmigración queda encubierta bajo la reclamación de Venezuela sobre la Guayana Esequiba. La gran mayoría de origen hindostaní (originarios de la India que llegaron a trabajar en la Guayana Inglesa cuando la corona Británica decidió abolir la esclavitud).
La inmigración guyanesa puede organizarse en tres grupos. Primeramente se encuentran los que eran ricos en su país, llegaron a Venezuela y mantienen su posición económica. En segundo lugar, los que gozan de buenos ingresos financieros, más no un nivel social alto, se les llaman los nuevos ricos. Muchos de ellos profesionales en el área de la administración, la litografía. Una característica palpable es que este segundo grupo de guyaneses tienen segunda generación en Venezuela, jóvenes y adolescentes los cuales están insertados en la comunidad venezolana por el hecho de ser ya bilingües (inglés y español venezolano). Por último, los guyaneses que no tienen un alto ingreso financiero y permanecen viviendo en comunidad, entre ellos se encuentra la mayoría de los ilegales.
La causa de la inmigración se debe a motivos económicos en su país de origen atraídos por el desarrollo de la fiebre del oro, la explotación petrolera y el desrrollo de la minería y la industria siderurgica. Los estados Bolívar y Delta Amacuro son los que presentan problemas de inmigración no controlada por este grupo. Más del 70% de los guyaneses en Venezuela se establecen en San Félix. Tienen el monopolio de la venta de helados, así como también tienen mezquitas e iglesias evangélicas en inglés y se resisten a integrarse a la cultura venezolana.
Este grupo de inmigrantes ha sufrido (ver noticia) y a su vez generan diversos tipos de problemas en la sociedad venezolana, tales como la delincuencia, el hampa común; en la que son víctimas o forman parte de bandas delictivas en comunidades como La Victoria, en el Municipio Caroní. Muchos de ellos ligados al contrabando de combustible hacia Guyana.

##### Haitianos
En 1816 el libertador Simón Bolívar declara:
"Si los favores atan a los hombres, no dude Vd., General Alexandre Pétion, que yo y mis compatriotas amaremos siempre al pueblo Haitiano".
Como víctimas del racismo y clasismo que se vive en Venezuela, la inmigración Haitiana no ha sido ni valorada ni documentada a diferencia de la inmigración Europea. Sin embargo han dejado su legado en la nación de Bolívar. El 24 de diciembre de 1815 el Libertador pisó por primera vez la tierra haitiana. En 1816 Bolívar con 400 hombres todos haitianos afectos a la causa libertadora llegan a Venezuela. El 10 de marzo de 1806 Francisco de Miranda izó la primera bandera Venezolana en Jacmel (Sur de Haití).
La inmigración de los haitianos en el siglo XX se puede diferenciar en tres fases. La primera a partir del comienzo de la década de 1960 al inicio de la dictadura de los Duvalier originando la oleada de inmigrantes hacia Venezuela. Luego, con la bonanza petrolera de la economía Venezolana un mayor flujo de nacionales de Haití ingresan a Venezuela (provenientes de las Antillas Neerlandesas). A mediados de 1980 ingresa el último grupo directamente desde Haití, asentándose primeramente en Caracas (Carapita, Antímano, San Martín, Catia y La Vega) ejerciendo labores como heladeros, vendedores ambulantes, y así por el estilo. Luego Valencia y Barquisimeto (San Juan y El Tostao). Muchos de ellos trilingües, pues hablan francés, creole haitiano y castellano de Venezuela.

##### Trinitenses
Los trinitenses ingresan a Venezuela durante la fiebre del oro a mediados del siglo XIX. Se asentaron en el Estado Bolívar en la región de la ciudad El Callao. Su máxima expresión cultural: el Calipso, es una expresión producto de la mezcla o amalgama de expresiones culturales musicales de varios lugares del mundo, de manera muy especial de Trinidad y Granada, con influencia, criolla venezolana, de allí que aún persistan letras de Calipsos con vocablos en inglés, francés y hasta con fonemas africanos, lo que se denominó a mediados del siglo pasado hablar y cantar en Patois (“patuá”). Una de las representantes de esta tradición fue la Madame Cleotilde Stapleton quien interpretó Miss Marksman/Niger Man , de igual modo la banda Yuruari. Aún se emplean dicho dialecto Patuá Inglés o Francés en pueblos como El Callao, Tumeremo, San Félix, Puerto Ordaz (Estado Bolívar), Macuro, Pária, Güiria y Carúpano (Estado Sucre). Muchos de ellos han ocupados cargos importantes en Venezuela como catedráticos e inclusive instructores de inglés.
La arquitectura de las casas similares al estilo inglés de Trinidad y Tobago Sin embargo en los últimos 3 años la comunidad trinitaria ha estado emigrando hacia su país de origen o Europa.

##### Otros antillanos en Venezuela
Muchos granadinos y curazoleños hicieron su aporte a Venezuela en materia migratoria. Muchos de ellos llegaron de forma individual casándose con venezolanos y sus descendientes están integrados en la población venezolana pasando desapercibidos. Entre ellos el presidente de Venezuela Nicolás Maduro Moros quien es nieto de un judío curazoleño que emigró al estado Falcón, el campeón nacional de tenis Iyo Pimentel nativo de Curazao y el cantante de origen granadino Henry Stephens entre otros.

#### Latinoamericana

##### Argentinos

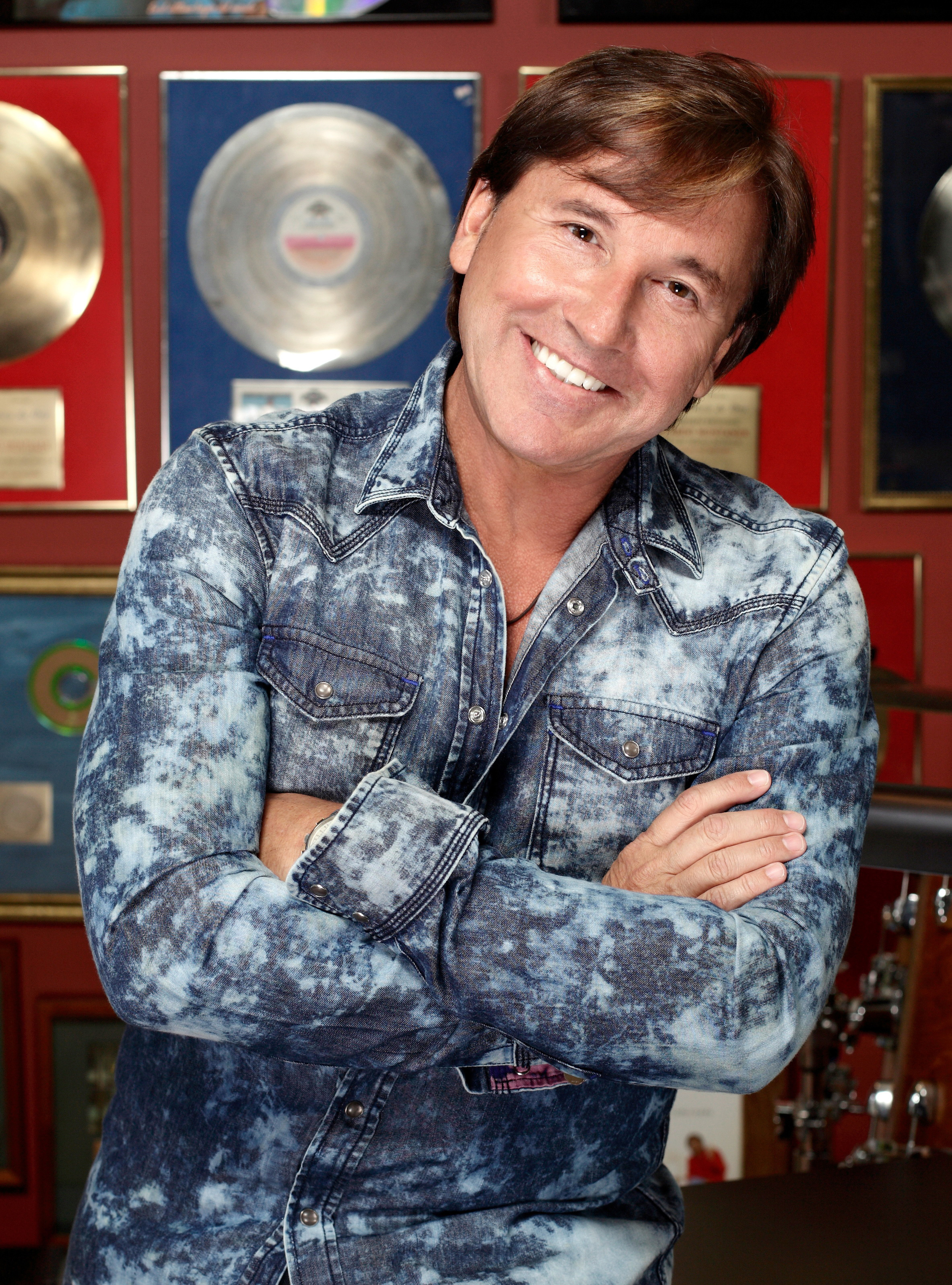
Ricardo-Montaner Cantautor Argentino nacionalizado en Venezuela

Durante los años 70, Venezuela fue un destino muy escogido por los argentinos que huían de la dictadura de Jorge Rafael Videla. Otro contingente importante migró  a Venezuela durante la crisis de 2001-2002.

##### Chilenos
Durante la dictadura de Augusto Pinochet llegó un gran número de inmigrantes chilenos a Venezuela. Momento en el que llegaron unas 80.000 personas. Sin embargo, hoy en día esta cifra se redujo a 20.000 en el ámbito nacional y 3.000 en Valencia según el vocero del consulado de Chile en Carabobo explicó que al restituirse la democracia en su nación los habitantes regresaron.

##### Colombianos
La emigración de colombianos a Venezuela se derivó de la desigualdad económica entre ambos países (en 1980, el PIB per cápita venezolano triplicaba el de su vecino país), y la intensificación del conflicto interno hacia finales del siglo XX en territorio colombiano, llevando a los colombianos a buscar nuevas oportunidades en Venezuela. El flujo de migrantes colombianos a Venezuela alcanzó su punto más alto durante las décadas de los 70s y 80s alcanzando 2.2 millones de ciudadanos colombianos aproximadamente.
Según el censo de 2011 del INE, residían en Venezuela más de 700 mil colombianos de nacimiento. En los últimos años, y a raíz de la difícil situación social, política y económica de la República Bolivariana, gran cantidad de colombianos de nacimiento residentes de Venezuela han retornado a su país de origen; igualmente, muchos colombo-venezolanos y venezolanos con vínculos familiares con Colombia han escogido a este país como país de destino o puente en su periplo migratorio.

##### Ecuatorianos
Los ecuatorianos emigraron a este país debido al proceso dictatorial de Guillermo Rodríguez Lara  en la década de los 70 además de observar las ventajas del auge petrolero y bonanza económica que imperaba en la época, muchos ecuatorianos hicieron su vida en este país (ver). Aproximadamente 400 mil ecuatorianos emigraron a Venezuela. Hoy día la población de ecuatorianos en Venezuela supera los 190.000 nacionales. Aún hoy día ciudadanos ecuatorianos gozan de ciertos beneficios que les otorga la república Bolivariana de Venezuela la cual les brindó acompañamiento en materia jurídica, atención primaria de salud, recreación y servicio integral a 600 ciudadanos que integran la comunidad de migrantes ecuatorianos residentes en el país.

##### Mexicanos
Durante la expansión de la industria petrolera en Venezuela llegaron los mexicanos como empleados calificados e intérpretes inglés-español.

##### Panameños
En los últimos años de la década del 80, Panamá atravesaba una situación compleja, por lo cual entre 1984 y 1989 muchos panameños emigraron a Estados Unidos, Costa Rica, Canadá y España. No existen cifras oficiales que reflejen la cantidad exacta de panameños que emigraron a Venezuela en esa época. Después de la caída de Noriega la mayoría regresó a Panamá; pero otros hicieron de Venezuela su nueva casa. Según un informe de la ONU titulado Perfil migratorio de Panamá del 2015, había 142.706 panameños viviendo en el exterior, de los cuales 893 viven en Venezuela.

##### Peruanos
Los peruanos que ingresaron a Venezuela,durante el boom en la economía venezolana, debido a los altos precios del petróleo (leer libro). Hoy en día, la figura es totalmente a la inversa, hay más venezolanos en Perú (cerca de Un millón), que peruanos en Venezuela (Mil) la comunidad peruana de ser  un grupo de 300 mil personas aproximadamente, hoy solo quedan pocos peruanos y estos números están en franco retroceso, debido a la dramática situación vivida en Venezuela, muchos peruanos y sus descendientes, fruto de la unión con venezolanos, están retornando al Perú, el Perú les ofrece una situación más estable, ya que este país tiene una de las economías más sólidas del continente y según expertos internacionales, está en un ciclo de crecimiento sostenido irreversible.
Entre los inmigrantes peruanos destacados en Venezuela se pueden citar: el físico Jaime Wong, profesor titular de la USB, el matemático Jorge Sáenz, autor de varios libros, el productor de televisión José Enrique Crousillat, el periodista y narrador deportivo César Díaz, la lingüista Martha Hildebrandt, el rabino Pynchas Brener, el luchador Gustavo Seclen conocido como "El Chiclayano", el futbolista Perico León, los músicos Luis Alva, Ernesto Linares y José "Cholo" Ortiz, los actores Roberto Moll y Jorge Aravena, los cantantes Karina y Melissa, el animador Félix Nakamura; los empresarios Dick Abanto Ishikawa y Julio Augusto Lopez; los periodistas Cholo Lajo, José Ratto Ciarlo,  Rocío Amoretti y Doménico Chiappe, etc.

#### Norteamericana
(*) México se tendrá en cuenta como latinoamericano.

##### Canadienses
Muchos de ellos misioneros evangélicos que vienen por un período de tiempo a Venezuela. También se deben sumar la comunidad china de Venezuela que nacieron en territorio canadiense y actualmente viven en Venezuela, manteniendo así doble o triple nacionalidad.

##### Estadounidenses
En 1804, el general Francisco de Miranda desembarca en Nueva York procedente del Reino Unido. Allí, permaneció algo más de un año y mantuvo contactos con destacadas personalidades públicas y privadas con la intención de organizar una expedición naval para liberar a Venezuela de la corona Española.
El 2 de febrero de 1806, con cerca de 100 mercenarios reclutados en el puerto de Nueva York, Miranda partió a bordo de la corbeta  Leander  hacia Haití, donde se le sumarían las goletas Baccus y Bee Su intención era desembarcar posteriormente en Venezuela, obtener el apoyo de la población y comenzar la lucha definitiva por la independencia.
Después de fracasar en el desembarco de Ocumare de la Costa el 27 de abril de 1806, el general Francisco de Miranda se refugió en Trinidad, adonde llegó con un solo navío, la corbeta Leander. La flota realista  escoltó a las goletas Bacchus y Bee hasta Puerto Cabello junto a 58 prisioneros que fueron encerrados en el castillo de San Felipe. En represalia, 10 prisioneros, en su mayoría estadounidenses acusados de piratería, fueron ahorcados y descuartizados en la plaza mayor de Puerto Cabello el 21 de julio de 1806. Los demás sufrirían prisión por más de diez años. Uno de los desafortunados mercenarios fue el impresor Miles L. Hall, quien por tal motivo ha sido considerado como el primer mártir de la imprenta en Venezuela.
A principios del siglo XX varios estadounidenses llegaron a Venezuela como misioneros evangélicos u otras confesiones cristianas como los mormones, Nuevas Tribus, y Testigos de Jehová. Luego, con la explotación petrolera se sumó el número de expatriados estadounidenses que pisaron tierras venezolanas a trabajar en transnacionales estableciéndose en mayor porcentaje en ciudades como Caracas, Maracaibo, y Ciudad Guayana. No obstante la presencia de estos extranjeros, en parte codiciados por un sector de la población de Venezuela y odiados por otros, está en su declive debido a la situación social en la nación. La presencia de estadounidenses o gringos (como se les llama coloquialmente, sin el sentido peyorativo del mismo vocablo en otros países) se debe al sistema pro segregación clasista (apartheid) que implantaron en los campos petroleros donde existía una marcada diferencia entre los blancos estadounidenses y el resto de los trabajadores que lo conformaban chinos, trinitarios, granadinos, negros estadounidenses, venezolanos entre otros hispanohablantes. La segregación clasista fue uno de los detonantes de la huelga petrolera de 1936 el conflicto social más importante de la primera mitad del siglo XX. Ningún sector de la sociedad venezolana había tenido un enfrentamiento de tal envergadura con el gran capital monopolista representado por las compañías petroleras.
En cuanto a la religión también a nivel nacional se pueden encontrar diversas congregaciones de habla inglesa o bilingüe (inglés y español venezolano). Muchos expatriados, por lo general, procuran mantenerse unidos en lugares que los pueda mantener al corriente del acontecer nacional y de su país de origen.
El fallecido Presidente de Venezuela Hugo Chávez en más de una vez denunció la transculturización dentro de la población venezolana en torno a la presencia de los estadounidenses y su sistema de segregación por estratos sociales. No es justificable que los pueblos aborígenes del Estado Zulia vivían en condiciones de miseria mientras que los expatriados de Estados Unidos de América, vía pasaporte y título universitario, pasaban de una vida sencilla en Norteamérica, a una vida de lujos (como en las fotografías) en tierras del trópico.
Habían escuelas destinadas a los niños de estos inmigrantes tales como la Academia Christiansen en Rubio, estado Táchira destinada exclusivamente para los hijos de los misioneros evangélicos. La educación netamente en inglés en la que con el paso de las décadas se incorporaron otros estudiantes latinoamericanos. Así lograron establecer colegios en ciudades como Caracas, Valencia, Maracaibo, El Tigre, Maturín, entre otros.
En el deporte, el béisbol y el básquet, muchos equipos venezolanos han incorporado a estadounidenses en sus filas. Por ejemplo: Clarence Gaston, Dave Parker, Pete Rose, Terry Francona, Cedric Landrum,  Jeff Cirillo, Jeff Carter, Derek Watcher, John Massarelli, Sam Shepherd, Steve Carter, Quinn Mack, Andy Ashby, Kelly Stinnett, Joe Hall, Jamie Dismuke, Terry Burrows y Todd Trafton.
También, hay que mencionar la gran cantidad de venezolanos que nacieron en territorio estadounidense y viven en Venezuela, así como aquellos que de alguna otra manera obtuvieron la nacionalidad del mencionado país; los cuales cuentan con la doble nacionalidad, es decir venezolana y estadounidense.

### Asia

#### Asiáticos del Extremo Oriente

##### Chinos
La colonia china en Venezuela es conocida por ser numerosa, trabajadora y muy buena cocinera. La expansión de lo que hasta hace pocos años era una pequeña comunidad de emigrantes que huían del régimen comunista chino, concentrados fundamentalmente en el negocio de restaurantes típicos y el comercio de víveres, es hoy una inmensa comunidad que alcanzaría los 200 mil chinos viviendo en tierras venezolanas. La mayoría de los ciudadanos chinos viven en las ciudades de Caracas, Valencia, Barquisimeto y Puerto La Cruz principalmente y en su mayoría provienen de la provincia de Guangdong y de Hong Kong. Ante la ausencia de cifras oficiales actualizadas sobre la conformación de quiénes habitan hoy en Venezuela, tendríamos que la colonia china en Venezuela pudiera ser la más grande comunidad de extranjeros en el país. Una expansión intensa y silenciosa que se dio bajo el cobijo de los Acuerdos que nadie explicó ni justificó suficientemente. Muchos de ellos adoptando costumbres Venezolanas, algunos de ellos confiesan la fe Católica, Testigos de Jehová y la Evangélica Bautista, entre otros de forma independientes entre iglesias Evangélicas Pentecostales.

##### Japoneses
Antes de establecerse las relaciones entre Venezuela y Japón, en 1894, se aprobaría por el Congreso Nacional, la Ley de Inmigración, mediante la cual el estado protegería a los ciudadanos europeos, americanos y asiáticos (especialmente del Japón) que quisieran inmigrar en búsqueda de una mejor calidad de vida y fortalecer las relaciones bilaterales.
Las relaciones venezolano-japonesas comenzaron en 1928, cuando un comerciante japonés llamado Seijiro Yazawa (que era trabajador de la empresa petrolera Nippon Oil) viajó a Venezuela, donde salía en las noticias que el gobierno de Juan Vicente Gómez le autorizaba la licitación para explotar nuevos campos petroleros en la cuenca del lago de Maracaibo. La Nihon Sekiyu ganó una licitación en el lote 7 en la zona sur del lago con una extensión de unos 200 km² y Yazawa era el encargado para supervisar los trabajos. La empresa procedió a contratar varios trabajadores venezolanos para explotar petróleo, trasladarlo a Estados Unidos y llevarlo hacia Japón al menor costo y se construyó una oficina sucursal de la Nihon Sekiyu en Maracaibo, que dudaría la explotación por casi 23 años.
Durante la Segunda Guerra Mundial, el Japón del Emperador Hirohito se une a las fuerzas del Eje junto con la Alemania nazi de Adolf Hitler y la Italia fascista de Benito Mussolini. En este tiempo, Venezuela rompió las relaciones bilaterales con Japón y un grupo de ciudadanos japoneses, lejos de la guerra, con el apoyo de Estados Unidos y Francia, viajaron hasta Sudamérica en busca de una nueva vida. En 1941, llegaron al puerto de La Guaira en un buque estadounidense 150 japoneses y pronto fueron recibidos por el presidente Isaías Medina Angarita, desde entonces, obtuvieron la ciudadanía venezolana para evitar que fueran perseguidos y comenzaron a residenciarse en las grandes ciudades como Caracas y Valencia.
Con el ataque a Pearl Harbor continuaría la ruptura bilateral con el Japón. Finalizada la Segunda Guerra Mundial tras la caída de las bombas nucleares en Hiroshima y Nagasaki sucede el derrocamiento del presidente Medina Angarita. La junta revolucionaria de gobierno bajo la presidencia de Rómulo Betancourt comienza a normalizar las relaciones diplomáticas con el Japón. Posteriormente durante el mandato del general Marcos Pérez Jiménez se firma el tratado de San Francisco en Nueva York, Venezuela vuelve a abrir las relaciones y en 1954, se inicia la nueva modernización de la ciudad de Caracas. Gracias al apoyo de diferentes países, vinieron unos 28.000 ciudadanos extranjeros a Venezuela (en la lista, llegaron unos 300 japoneses) para ayudar en la construcción de importantes obras de infraestructura como las Torres de El Silencio en el centro de Caracas, el Teleférico de Mérida, la Autopista Regional del Centro, el Estadio Universitario de la UCV y demás edificios urbanizados del país.
Ante la situación política y económica en Venezuela entre los años 70 y comienzos del siglo XXI, la población nipona en Venezuela era unos 2.850 habitantes (siendo un poco superada por los húngaros o los franceses en la población inmigratoria de Venezuela), pero la mayoría regresaron a Japón, pero otros se decidieron vivir en Venezuela casi un tercio de la población para no regresar a Japón, debido a la grave situación económica en este tiempo.
En 1989, el presidente Carlos Andrés Pérez abrió el negocio petróleo a varias empresas internacionales y PDVSA se encargó de la licitación de contratos de servicio por todo el país, incluyendo a las empresas japonesas como Teikoku e Idemitsu Kosan.
La mayoría se establecieron en Maracay, Barquisimeto, Valera, San Cristóbal, Puerto Ordaz, Porlamar y Maturín, donde comenzaron a desarrollar nuevos comercios,  tecnología, centros culturales y deportivos, con el apoyo del Gobierno del Estado de Japón y Venezuela.
En la década de los 90, se fundan varias organizaciones creadas por japoneses-venezolanos como el colegio de las Cintas Negras (que sería la primera escuela de artes marciales en Valencia), la Cámara Venezolano Japonesa y el establecimiento de varias empresas japonesas en Venezuela como Yamaha, Mitsubishi, Casio Computer, Toyota, empresas comerciales japoneses y la primera empresa de motocicletas de fabricación japonesa, la Corporación Bera S.A.

##### Surcoreanos

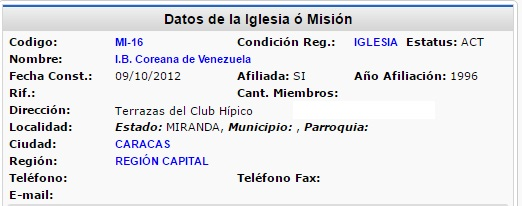
Surcoreanos evangélicos en Caracas.

"Ustedes tienen de todo aquí, nosotros envidiamos a este país porque tienen de todo. Corea ahora tiene tecnología y buenos recursos humanos, por lo que la relación entre ambos países es complementaria. Si reforzamos la relación entre ambas naciones el resultado será muy exitoso

-Dal-youn Maeng"
Empresarios y representantes de concesionarios de vehículos como Hyundai, Kia Motors; otros como misioneros evangélicos ; otros como embajadores culturales de sus países de origen.

#### Medio Oriente
Desde hace muchos años existe una numerosa colonia árabe en toda Venezuela conformada principalmente por sirios, libios, libaneses, palestinos, turcos, entre otros que decidieron buscar nuevos horizontes de vida en tierras lejanas con esperanzas de progreso, debido a las limitaciones existentes en sus tierras de origen por los conflictos sociopolíticos. Trabajando por muchos años en distintos tipos de comercio como el de, telas, arreglo de calzado, venta y reparación de electrodomésticos, ropa, restaurantes, entre otras cosas. En tiempos pretéritos era común en todo el país ver vendedores deambulantes con una maleta llena de mercancía, la cual compraban a algunas personas y la pagaban por cuotas semanales, los llamaban turcos, pero no todos lo eran, ya que entre ellos muchos eran de distintos países del medio Oriente. Ellos iban tocando las puertas de las casas y cuando los habitantes de esas viviendas se las abrían, el vendedor les decía "compre corte barato paisano". Aún en medio de la actual crisis que vive Venezuela, la comunidad árabe tiene una gran influencia en la política y el actual gobierno, también se han posicionado como los primeros en importación y venta de automóviles, alimentos y víveres en general.

##### Libaneses

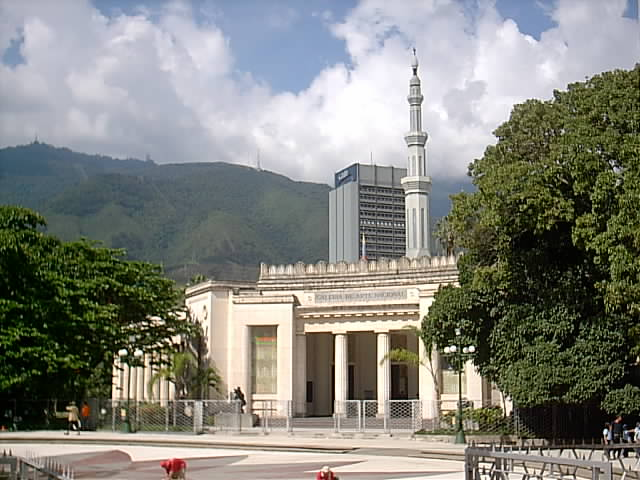
Mezquita Ibrahim Bin Abdul Aziz Al Ibrahim

La inmigración libanesa en Venezuela se inició bien entrado el siglo XIX a raíz de las políticas represivas que aplicaba el Imperio otomano contra los católicos maronitas.  La primera en los años 1860 y luego en los años 1920. 
La primera oleada comenzó a arribar al país durante 1862, en los últimos meses de la Guerra Federal. Una vez desembarcando en los puertos de Venezuela, fueron clasificados por las autoridades como turcos, debido a que solo se les había expedido pasaportes con esa nacionalidad.
La segunda oleada de inmigración libanesa se desarrolló a partir de 1918. Luego la derrota del Imperio otomano tras la Primera Guerra Mundial, se estableció el Mandato francés de Siria, con una de sus subdivisiones siendo el Estado del Gran Líbano. Las duras condiciones de la posguerra motivaron nuevamente a los libaneses a emprenden un camino similar al del siglo XIX hacia el continente americano, incluyendo a Venezuela. A pesar de que los libaneses habían llegado a Venezuela en varias ocasiones, no fue hasta mediados de los años 60 y principios de los años 70, que la inmigración tomó mayor fuerza, ya que para esa época, Venezuela contaba con muchas oportunidades de empleo y de buen vivir.

##### Sirios
Comienza desde mediados de la década de 1920, y a mediados del siglo XX se intensificó producto de la bonanza económica surgida con la industria petrolera. En 2015, tras el inicio de la guerra civil siria, nuevos refugiados procedentes del país de Oriente Medio han llegado a Venezuela. Hoy en día, en Venezuela viven entre uno y dos millones de descendientes de sirios.

#### Judíos

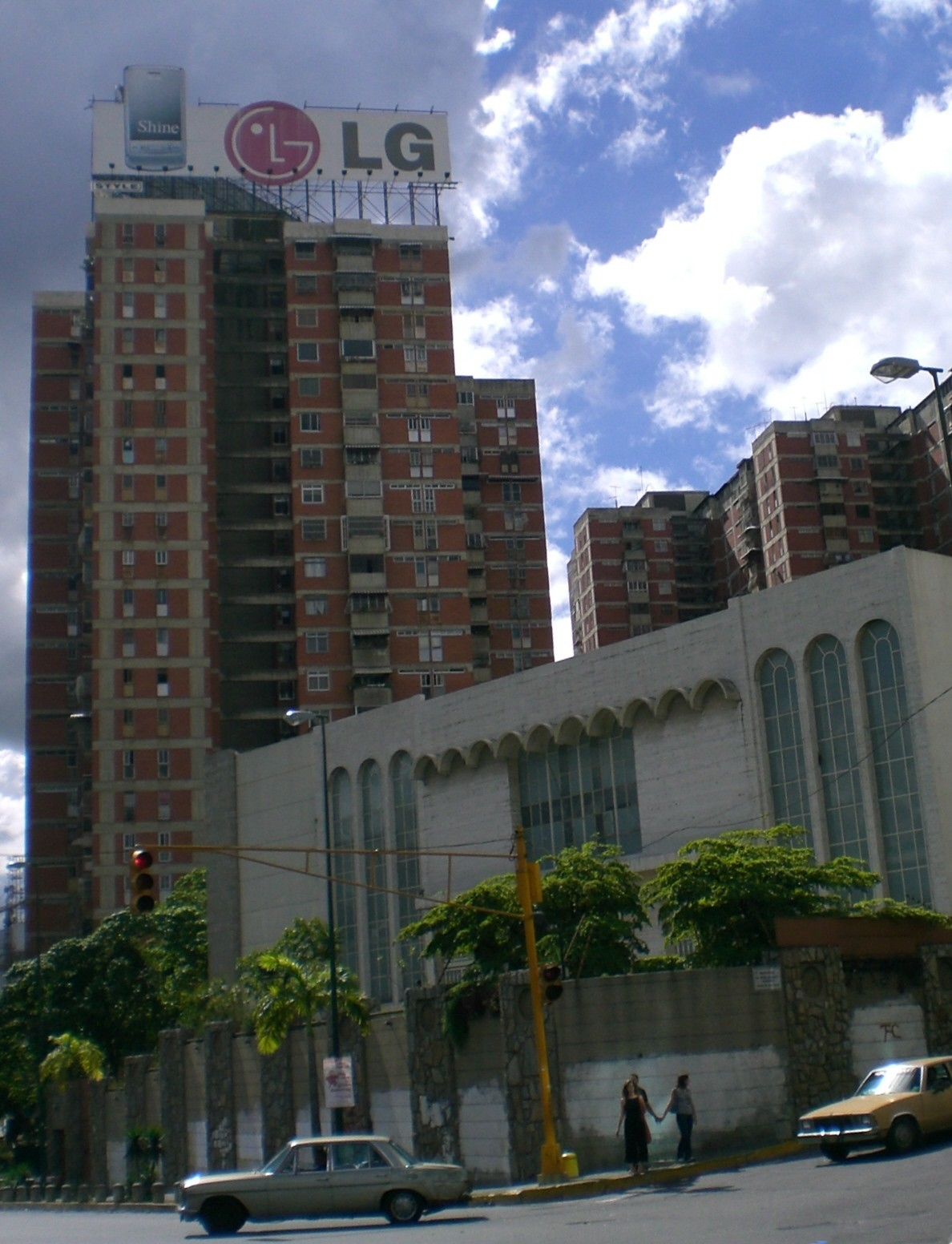
Sinagoga Tiféret Israel en Caracas.

En Venezuela han vivido judíos desde la llegada al continente americano de los españoles, con los cuales venían también judíos sefardíes. A lo largo del siglo XX, Venezuela recibió grandes oleadas de inmigrantes procedentes de Europa, entre los cuales había numerosos judíos, esta vez de origen principalmente asquenazí.
Según historiadores, la presencia de la comunidad judía venezolana probablemente comenzó a mediados del siglo XVII en Caracas, Coro y Maracaibo. Según un censo nacional realizado a finales del siglo XIX, 1247 judíos vivían en Venezuela como ciudadanos. Pero debemos recordar que la familia de banqueros Welser de Augsburgo era de origen judío-askenazi, quienes desde 1527 el rey  Carlos I les otorgó el derecho de poblar Venezuela, cuyo intento fracasó. Aunque muchos eruditos enfatizan que no hay evidencia con todo lo descubierto para probar que una comunidad judía sefardí existió en Tucacas desde el siglo XVII, la creencia popular venezolana dice que grupos de sefarditas fueron a Caracas y Maracaibo a partir de 1693, y desapareció sin dejar detrás ningún rastro. Sin embargo, debido a la proximidad geográfica de Venezuela a los países que habían organizado comunidades judías, por ejemplo las colonias holandesas, puede asumirse que judíos de Curazao hayan viajado a Venezuela para comerciar.
Entre los años 1920 – 1937 prominentes judíos europeos visitaron Maracaibo para empezar a hacer negocios aprovechando la bonanza petrolera del país. Muchos vivían y tenían familias paralelas a las que dejaron en Europa. Hubo una mezcla muy grande de culturas y religiones en Maracaibo. Para 1943, casi 2.600 judíos alemanes (judíos askenazis) habían entrado en el país. En 1950, la comunidad había crecido a alrededor de 11.000 individuos, a pesar de fuertes restricciones inmigratorias. 
Durante el siglo XX, en Venezuela se encontraba una de las comunidades judías más importantes y vibrantes de Iberoamérica, sólo por detrás de las de Argentina, Brasil, y México; sin embargo, desde comienzos del siglo XXI, muchos judíos venezolanos han emigrado en grandes cantidades hacia otros países de la región, así como también hacia Israel, Estados Unidos y Europa.
Durante la década de 2010, la población judía en Venezuela se estimaba en aproximadamente unas 15.000 personas.
Para el año 2023 la población judía en Venezuela se había reducido a tan solo unas 4.500 personas.

## Datos
Información de la cantidad de residentes extranjeros por país según el censo del 2011. según la redatam

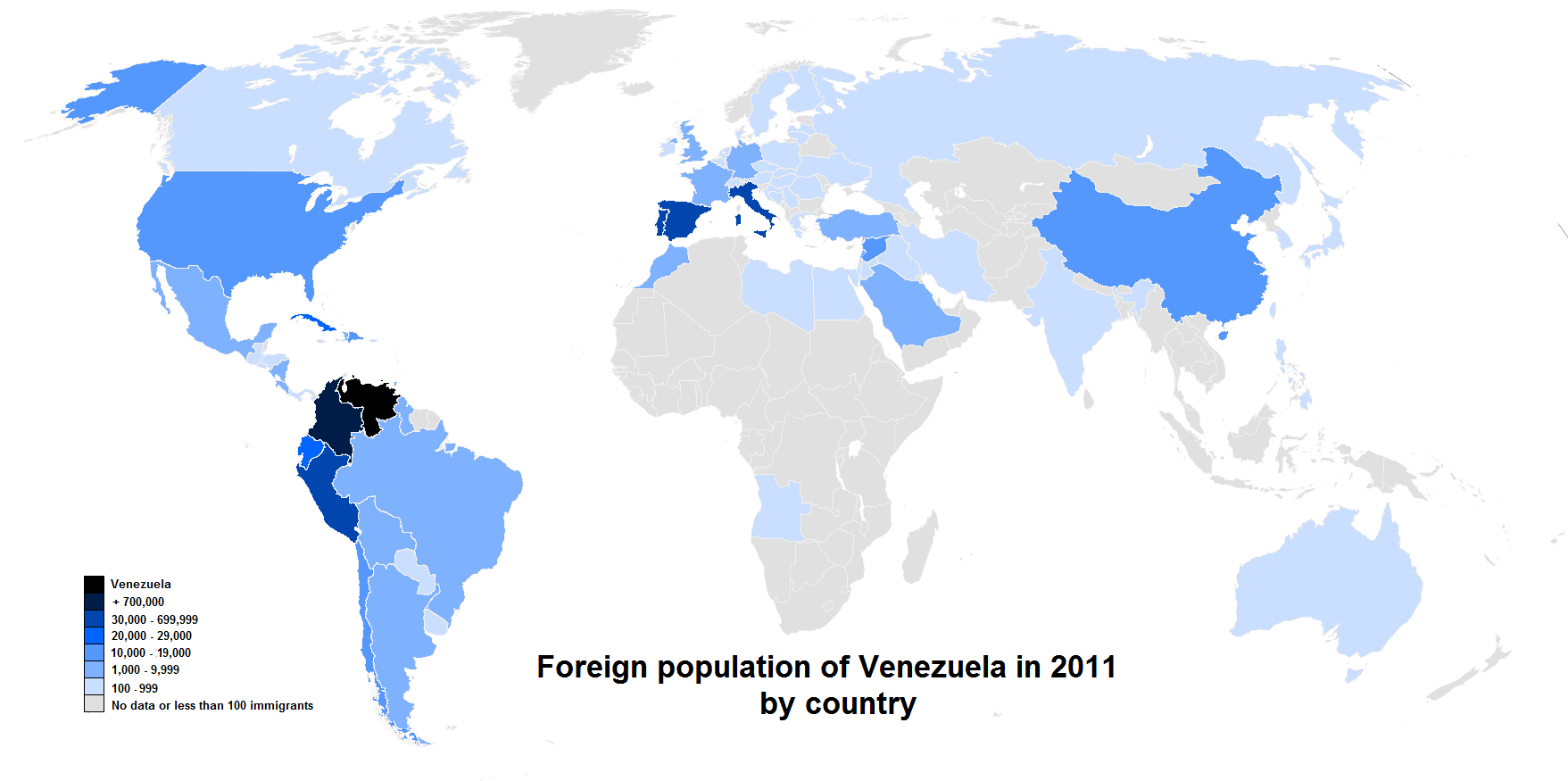
Países de origen de los inmigrantes en Venezuela en 2011.

Fuente: Instituto Nacional de Estadística y Censos (INDEC), 1991, 2001, 2010.